# John Crawfurd
Đối với cầu thủ cricket người Ireland cùng tên, xem John Crawfurd (cricketer)
John Crawfurd FRS (13 tháng 8 năm 1783 - 11 tháng 5 năm 1868) là một bác sĩ người Scotland, nhà quản lý thuộc địa, nhà ngoại giao và đồng thời là tác gia. Ông được biết đến nhiều nhất với các tác phẩm về các ngôn ngữ châu Á, sách History of the Indian Archipelago (Lịch sử Quần đảo Ấn Độ), và vai trò của ông trong việc thành lập Singapore với tư cách là vị Thống đốc (British Resident of Singapore) cuối cùng của Singapore; vị trí này đã được thay thế bởi Thống đốc Các khu định cư Eo biển.

## Đầu đời
Ông được sinh ra ở Islay, tại Argyll, Scotland, là con trai của Samuel Crawfurd, một bác sĩ và bà Margaret Campbell; và ông được giáo dục tại trường học ở Bowmore. Ông theo bước chân của cha mình trong nghiên cứu y học và hoàn thành khóa học y khoa tại Đại học Edinburgh năm 1803, ở tuổi 20.

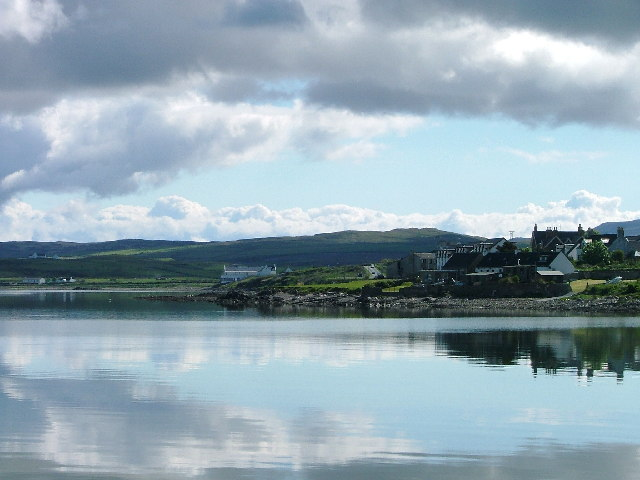
Bowmore ở Islay ngày nay.

Crawfurd gia nhập Công ty Đông Ấn Anh, với tư cách là bác sĩ phẫu thuật của Công ty, và được đưa đến các tỉnh Tây Bắc của Ấn Độ (nay là Uttar Pradesh), làm việc tại khu vực xung quanh Delhi và Agra  từ 1803-1808. Ông phục vụ trong các chiến dịch của Baron Lake.

## Ở Đông Nam Á
Crawfurd được gửi tới Penang vào năm 1808, nơi ông đã theo học ngôn ngữ và văn hóa Malay. Ở Penang, ông đã gặp Stamford Raffles (người đã xây dựng Singapore hiện đại) lần đầu tiên.
Vào năm 1811, Crawfurd đã đồng hành cùng Raffles trong Cuộc xâm lược Java của Lord Minto, và đánh bại người Hà Lan. Raffles được Minto bổ nhiệm làm Phó thống đốc Java trong suốt 45 ngày hoạt động và Crawfurd được bổ nhiệm vào vị trí Thống đốc thường trú tại Triều đình Yogyakarta vào tháng 11 năm 1811. Ở đó, ông đã có một chính sách cứng rắn chống lại Sultan Hamengkubuwana II. Vị Sultan được khuyến khích bởi Pakubuwono IV của Surakarta cho rằng ông ta có sự hỗ trợ trong việc chống lại người Anh; [người Anh] là những kẻ đứng về phía đối thủ của con ông ta là Thái tử Hamengkubuwana II và Pangeran Natsukusuma. Cung điện của Quốc vương, Kraton Ngayogogo Hadiningrat, đã bị bao vây và chiếm giữ bởi các lực lượng do người Anh lãnh đạo vào tháng 6 năm 1812.

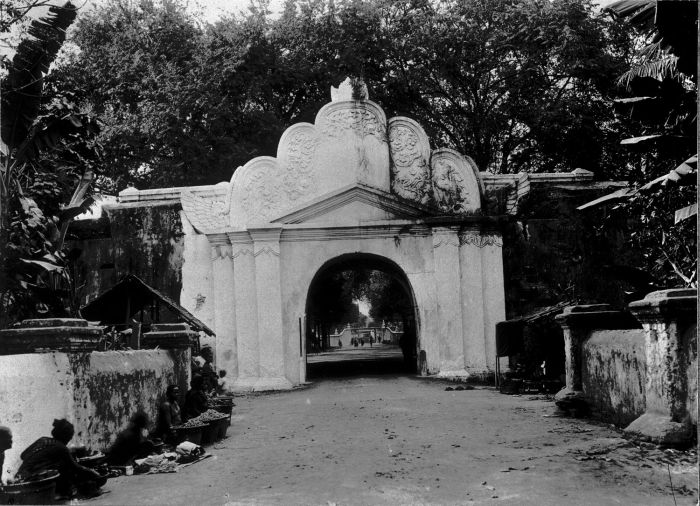
Kraton ở Yogyakarta, một cánh cổng trong một bức ảnh từ đầu thế kỷ 20. Cung điện được tạo thành từ Pendopo được bao quanh bởi một bức tường trắng.

Là Thống đốc thường trú, Crawfurd cũng theo đuổi nghiên cứu ngôn ngữ Java và vun đắp mối quan hệ cá nhân với giới quý tộc và văn nhân Java. Ông đã bị ấn tượng bởi âm nhạc Java.

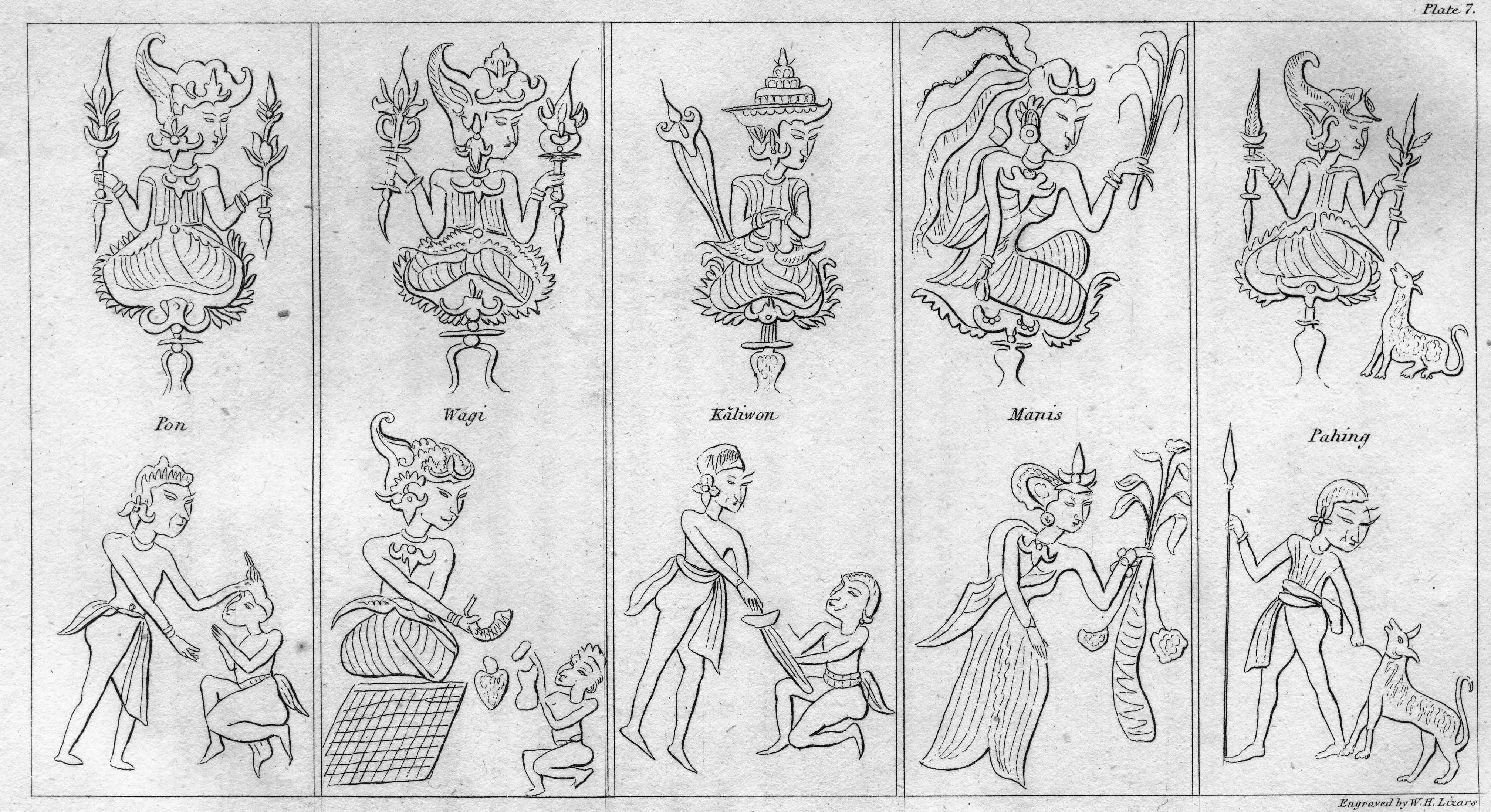
Dấu hiệu Java trong năm ngày trong tuần, được khắc bởi William Home Lizars từ Lịch sử Quần đảo Ấn Độ của Crawfurd.

Crawfurd đã được phái đi trong các phái bộ ngoại giao đến Bali và Celebes (nay là Sulawesi). Kiến thức của ông về văn hóa địa phương đã hỗ trợ chính phủ của Raffles ở Java. Tuy nhiên, Raffles muốn giới thiệu cải cách ruộng đất ở nơi cư trú Cheribon. Crawfurd, với kinh nghiệm của mình về Ấn Độ và zamindari, là người ủng hộ "hệ thống làng xã" trong việc thu thập hoa lợi. Ông phản đối những nỗ lực của Raffles để giới thiệu việc định cư cá nhân (ryotwari) vào Java.

## Ngoại giao
Java được trả lại cho người Hà Lan vào năm 1816 và Crawfurd trở lại Anh vào năm đó, không lâu sau đó trở thành thành viên của Hiệp hội Hoàng gia và chuyển sang viết lách. Trong một vài năm, ông được gọi trở lại Đông Nam Á, với tư cách là một nhà ngoại giao; nhiệm vụ của ông ta thành công một cách hạn chế.

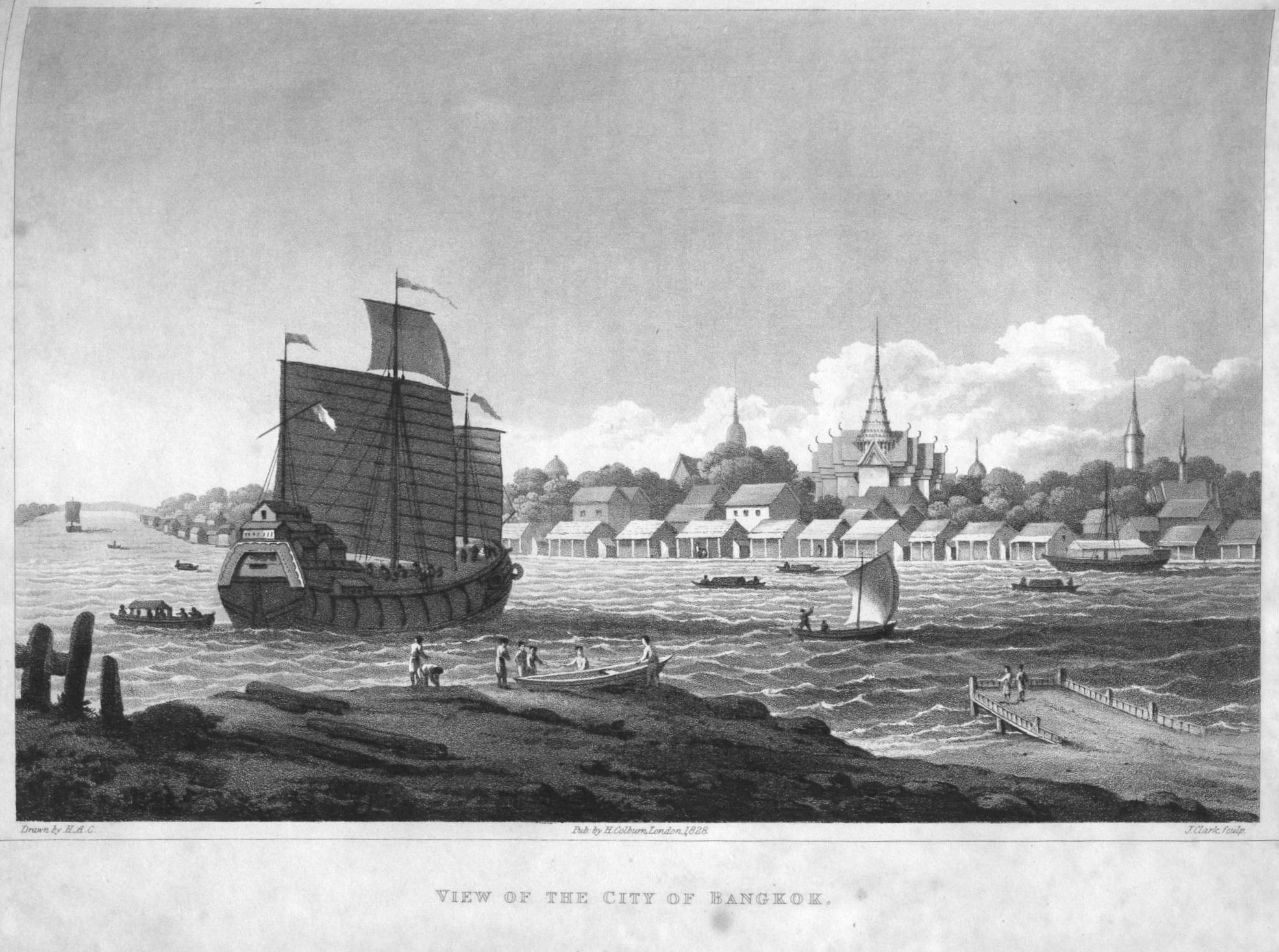
Quang cảnh thành phố Bangkok; từ "Tạp chí của một đại sứ quán từ tổng thống Ấn Độ đến tòa án của Siam và Cochin China"

Năm 1821, Toàn quyền Ấn Độ lúc đó, Lord Hastings (Francis Rawdon-Hastings, 1st Marquess of Hastings), đã cử Crawfurd tới các triều đình của Xiêm (nay là Thái Lan) và Cochinchina (nay là Việt Nam). Lord Hastings đặc biệt quan tâm đến việc tìm hiểu thêm về chính sách của Xiêm đối với các quốc gia phía bắc bán đảo Malay, và chính sách của Việt Nam (Minh Mệnh) liên quan đến những nỗ lực của Pháp nhằm thiết lập sự hiện diện ở châu Á.
Crawfurd du hành với các ghi chú lấy từ Horace Hayman Wilson về Phật giáo, vì nó là kiến thức được hiểu vào thời điểm đó. Thuyền trưởng Dangerfield của quân đội Ấn Độ, một nhà thiên văn học, nhà khảo sát và nhà địa chất khéo léo, kiêm trợ lý; Trung úy Rutherford chỉ huy ba mươi lính Sepoys; nhà tự nhiên học George Finlayson là nhân viên y tế. Vợ của Crawfurd cũng đồng hành cùng Phái bộ. Tàu John Adam, đóng ở Ấn Độ, có trọng tải 380 tấn, được dùng cho sứ mệnh.
Ngày 21 tháng 11 năm 1821, nhiệm vụ được khởi hành với tàu John Adam từ sông Hoogly (bang Tây Bengal, Ấn Độ), mất bảy ngày để lái buồm đi 140 dặm (225 km) từ Calcutta. Crawfurd viết rằng, với sự hỗ trợ của máy hơi nước, tàu có thể được hạ thủy trong hai ngày mà không gặp khó khăn gì; sau đó thêm vào một chú thích: "Tàu hơi nước đầu tiên được sử dụng ở Ấn Độ, được chế tạo khoảng ba năm sau khi đoạn văn này được viết.... ". Ngày 11 tháng 12 năm 1821, sứ đoàn ghé đảo Penang (Prince of Wales's Island), một thuộc địa của đế quốc Anh.

### Nhiệm vụ đến Siam

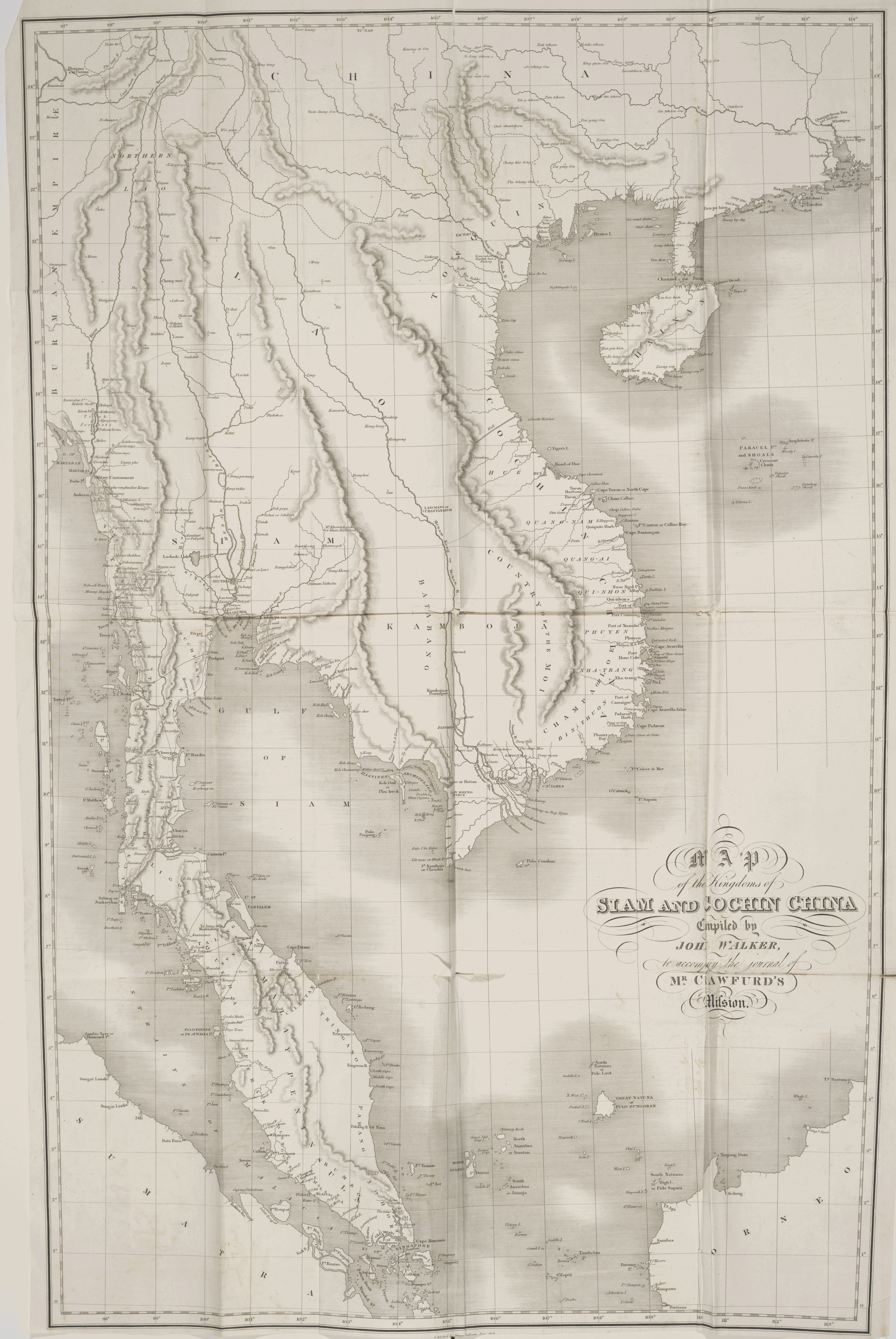
Bản đồ từ sách Đại sứ quán đến Triều đình Xiêm và Cochin-China.

Tàu John Adam đã tiến hành chuyến thăm chính thức đầu tiên tới Xiêm kể từ khi Xiêm hồi sinh sau Chiến tranh Xiêm-Miến Điện 1765-1717. Crawfurd sớm thấy triều đình của Vua Rama II vẫn bị lôi kéo vào hậu quả của Chiến tranh Xiêm - Miến Điện năm 1809-1812. Vào ngày 8 tháng 12 năm 1821, gần Eo biển Papra (Eo biển Pak Prah hiện đại phía bắc huyện Thalang) Crawfurd tìm thấy ngư dân "trong tình trạng mất lòng tin và bất an vĩnh viễn" do tranh chấp lãnh thổ giữa Miến và Xiêm. Ngày 11 tháng 12, sau khi vào Eo biển Malacca và đến đảo Penang, ông tìm thấy các khu định cư Penang và Queda (Vương quốc Kedah hiện đại, thành lập năm 1136, nhưng sau đó là một tiểu bang của Xiêm) trong tình trạng báo động. Quốc vương Ahmad Tajuddin Halim Shah II, tức Rajah Quedah đã trốn khỏi Rajah Ligor (Nakhon Si Thammarat hiện đại) để xin quyền tị nạn tại Đảo Prince of Wales (Penang hiện đại). Yêu sách của Anh đối với hòn đảo này dựa trên việc thanh toán một thỏa thuận bỏ tiền thuê theo luật phong kiến châu Âu, mà Crawfurd sợ rằng người Xiêm sẽ thách thức.
Nhật ký của Crawfurd vào ngày 1 tháng 4 năm 1822, lưu ý rằng về phần Xiêm, đặc biệt quan tâm đến việc mua vũ khí. Câu hỏi được đặt ra liên quan đến vấn đề này trong cuộc họp riêng khẩn cấp với Prah-klang (quan Phật Lăng, tức Rama III tương lai), câu trả lời là "nếu người Xiêm hòa bình với bạn bè và hàng xóm của nước Anh, họ chắc chắn sẽ được phép mua vũ khí và đạn dược tại cảng của chúng tôi, bằng không thì khác.".

Ngày 9 tháng 5 năm 1822, sứ đoàn mà nhà vua mới lên ngôi [Minh Mạng] của nước Cochin China [Việt Nam] cử đi đã đến Bangkok và họ được tiếp đón không quá nghi thức, có vẻ thân mật.
Theo Đại Nam thực lục: Nhâm ngọ, năm Minh Mệnh thứ 3 [1822], sai sứ sang nước Xiêm. Lấy Cai bạ Quảng Ngãi là Nguyễn Kim Truy làm Chánh sứ, Cai cơ Thị trà là Ngô Văn Trung làm Phó sứ (tặng Phật vương [Rama II] 3 cân quế và sa, the, trừu, lụa mộc, lụa trắng, mỗi thứ 100 tấm)... Nguyễn Kim Truy tự nước Xiêm về. Vua hỏi việc nước Xiêm. Truy đáp: "Nước Xiêm gần nay mất mùa, gạo đắt dân đói. Phật vương không lấy thế làm lo, chỉ thờ đạo Phật thôi". Vua mỉm cười.
Vào ngày 19 tháng 5, một tù trưởng Lào (Chao Anu, một vị vua Lào và sắp nổi loạn chống lại Xiêm) đã gặp Crawfurd ở Băng Cốc, một liên hệ ngoại giao đầu tiên của Lào với Vương quốc Anh. Chuyến thăm này bị cô lập và nhiệm vụ đã sụp đổ. Một sứ giả Việt Nam đã đến Băng Cốc không lâu trước đó theo lệnh vị vua mới lên ngôi Minh Mạng. Không khí căng thẳng buộc phái bộ Anh rời Băng Cốc. Vì báo cáo của Crawford phản đối lợi ích của các nhân vật trong triều bao gồm Raja Ligor và Nangklao, có rất ít triển vọng thành công. Đến tháng 10, quan hệ đã ở mức thấp. Crawfurd rời Xiêm đi Cochinchina. Crawfurd đi đến Sài Gòn, Đà Nẵng nhưng Minh Mạng từ chối gặp ông.

### Nhiệm vụ ở Cochin China

#### Các thông tin tiền trạm
Cách chuyến đi của Crawfurd khoảng 100 năm, vào năm 1720, một thuyền trưởng người Scotland khác, cũng làm việc cho Công ty Đông Ấn Anh, tên là Alexander Hamilton đã có chuyến hải trình tương tự từ Ấn Độ đến Nhật Bản. Tuy nhiên, Hamilton chỉ ghé Hà Tiên và đi dọc bờ biển Đàng Trong và Đàng Ngoài khi đến Trung Quốc. Crawfurd có tham khảo qua ghi chép của Hamilton trong quyển sách xuất bản năm 1727: A New Account of the East Indies (Bản tường thuật mới về vùng Đông Ấn).
Tàu John Adam rời Tây Bengal, đến Penang và Singapore trước khi sang Xiêm và Cochin China [Việt Nam]. Trước khi đến Việt Nam, Crawfurd thu thập được một số thông tin về nước này.
Ngày 29 tháng 12 năm 1821, tại đảo Penang, Crawfurd có cuộc trò chuyện với một ông lão người Hoa (Phúc Kiến) tên Che-wan, ông lão cho biết: "[Triều đình Xiêm] ít có lòng thương người, [thua cả triều đình Việt Nam]". Ngày 4 tháng 1 năm 1822, rời Penang, sứ đoàn có thêm 3 người thông dịch, trong đó một người Hoa rành tiếng Anh và Mã Lai sẽ được dùng cho việc thông dịch ở Việt Nam vì Crawfurd không thể tìm được ai biết tiếng Việt.
Ngày 2 tháng 2 năm 1822, một junk (thuyền buôn lớn) Cochin China đến Singapore, người chủ tàu cho Crawfurd biết rằng người Pháp (đa số là giáo sĩ) đang có mặt khá nhiều ở khắp các miền của Cochin China. Một tàu chiến nhỏ của Pháp đến cảng Hàn, hay Turan [Đà Nẵng] năm 1819 và đòi chiếm nó. Vua [Gia Long] bác bỏ và đuổi nó đi. Nhiều tàu buôn Pháp đã đến Cochin China sau hòa bình [1802]; hai tàu buôn Hoa Kỳ cũng đã chở nhiều hàng hóa ở cảng Saigon hay Longnai [Đồng Nai?] theo cách gọi của người Hoa. Ngày 10 tháng 2, Finlayson và Crawfurd ghé thăm các thuyền buôn Việt Nam, Chin-chew hoặc Fo-kien, và Xiêm đang ghé Singapore. Thuyền Việt Nam có tải trọng 4.000 tạ Trung Quốc hay 240 tấn, thủy thủ đoàn có hơn 30 người. Chi phí đóng thuyền ở Xiêm và Việt Nam rẻ hơn ở Quảng Đông và Phúc Kiến. Thuyền Xiêm dùng gỗ tếch, thuyền Trung Quốc dùng gỗ linh sam, gỗ tùng. Thuyền trưởng tàu Việt Nam cho Crawfurd biết, vào lúc gió mùa Đông Bắc mạnh, ông ta mất 3,5 ngày để dong buồm từ Pulo Kondor [Côn Đảo] tới Pulo Timun, tức khoảng cách 430 dặm.
Tại Việt Nam, Minh Mạng lên nối ngôi Gia Long từ đầu năm 1820 và thực hiện nhiều chính sách khắt khe hơn cha mình. Minh Mạng cũng không có thiện cảm với đạo Công giáo và người phương Tây nói chung.

#### Quá cảnh Cà Mau, Hòn Khoai và Phú Quốc
Trên hành trình từ Singapore đến Xiêm, Crawfurd đã đi qua khu vực mũi Cà Mau, quần đảo Hòn Khoai, và đảo Phú Quốc để vào vịnh Thái Lan.
Ngày 7 tháng 3 năm 1822, tàu của Crawfurd hướng đến Cape of Kamboja [mũi Cà Mau]. Ngày 10, khoảng 6 giờ sáng, họ đi ngang đảo Pulo Ubi [Hòn Khoai]. Crawfurd nhận thấy biển ở đây nước đục và sình lầy giống như cửa biển ở sông Hằng (Ấn Độ). Sau này ông cũng biết việc đó là do con sông Camao [Cà Mau], hoặc theo cách gọi của người Campuchia, do nó có nhiều phù sa, là Takmao hay dòng nước đen. Khoảng 3 giờ chiều, Crawfurd lên thám hiểm đảo Pulo Ubi. Trên đảo, phái bộ Crawfurd gặp một nhóm ít người dân, 8 người Cochin Chinese [Việt], 2 người Hải Nam. Những người dân này trồng trọt một ít cây ngô, khoai lang, đậu và nuôi heo. Họ cũng trao đổi chút ít hàng hóa với các tàu buôn của người Hoa vào đảo lấy nước ngọt. Họ khai thác một loại củ rất to trong rừng, thuộc họ Dioscorea [củ mài?]. Khác với nhiều nhận xét rằng cư dân trên đảo Pulo Ubi là tội phạm bị lưu đày, Crawfurd cho rằng điều đó không có căn cứ. Một ông lão, sống 20 năm trên đảo, còn cho Crawfurd biết rằng ông ấy lo việc thờ cúng vị nữ thần biển Ma-cho-po ở một ngôi miếu trên đảo. Theo Crawfurd, Pulo Ubi là tiếng Mã Lai, trong đó Ubi [khoai] không liên quan tới loại củ Dioscorea đã nói, nó chỉ đơn giản là đảo Yams. Theo ông, người Campuchia gọi đảo này là Ko Tam-pung [Koh Tambong, tiếng Khmer: កោះដំបង]; người Việt gọi là Kon-gui [Cồn Gui?], người Thái gọi là Kon-Man.
Ngày 11 tháng 3, Crawfurd rồi Pulo Ubi để đi Băng Cốc, ông đi ngang đảo False Pulo Ubi [Hòn Chuối]. Ngày 12, lúc 6 giờ sáng, ông gặp một quần đảo, trong đó có một đảo lớn, dài khoảng 4 dặm, có khoảng 20 đảo nhỏ bao xung quanh, tên là Hon-co-thron [hòn Củ Tron] hoặc Hon-co-tre [Hòn Cò Tre, có lẽ là quần đảo Nam Du]. Tên gọi này theo ông là do tiếng An Nam hoặc Cochin China. Ông cũng lên khám phá một số đảo.
Ngày 13 tháng 3 năm 1822, Crawfurd neo tàu để lên hòn đảo lớn nhất ở hướng tây bắc. Đảo này có nhiều người sinh sống, họ mến khách và họ là người Cochin China. Trên đảo cũng có người Hoa gốc Hải Nam nên dễ dàng cho đoàn của Crawfurd thông dịch. Crawfurd được người trên đảo bảo rằng đoàn người của ông là những người châu Âu đầu tiên mà họ thấy ghé thăm đảo. Ông nhận thấy người dân trên đảo khá cởi mở, già trẻ, gái trai không thấy bị lễ giáo ràng buộc nhiều. Crawfurd trao đổi với các vị quan trên đảo thông qua người thông dịch gốc Hoa của mình. Thực ra họ chỉ dùng bút đàm [viết chữ Hán], chứ không cần hé môi một lời nào. Đảo này tiếng Cochin China gọi là Phu-kok [Phú Quốc], tiếng Thái là Koh-dud, hoặc "đảo xa xôi". Tiếng Campuchia thì gọi đảo này là Koh-trol, hay đảo con thoi. Bản đồ cũ thì gọi là Quadrole. Đây là đảo lớn nhất phía đông vịnh Xiêm, dài không dưới 34 dặm. Sản vật quý giá nhất trên đảo là lignum aloes hay agila wood [trầm hương]. Dân số Phu-kok từ 4-5 nghìn người, hầu hết là người Việt, một số ít là người Hoa tạm trú [người Khách]. Người dân trên đảo, ngoài trồng cây ăn trái và rau cải, họ trồng nhiều nhất là Convolvulus batatas [khoai lang]. Họ nhập lúa gạo từ Kang-kao [Cảng Khẩu, Hà Tiên]. Đa số dân Phu-kok làm nghề đánh cá, sống chủ yếu ở bờ Đông của đảo. Ngày 17 tháng 3 năm 1822, Crawfurd rời Phu-kok đi Bangkok.

#### Chính thức đến Cochin China
Ngày 17 tháng 8 năm 1822, sau khi rời Băng Cốc, Crawfurd đi tới đảo Cin hoặc Kwi [đảo Wai]. Tới ngày 20, ông đến quần đảo Pulo Panjang [Thổ Chu]. Đảo lớn Panjang dài cỡ 3 dặm, nhóm đảo này có tất cả bảy đảo. Tên gọi của chúng là theo tiếng Mã Lai, nghĩa là đảo dài.
Ngày 21, sau khi đi qua False Pulo Ubi [Hòn Chuối], Crawfurd đi ngang Pulo Ubi [Hòn Khoai], hướng về phía Pulo Condore [Côn Đảo].

##### Thăm Côn Đảo
Ngày 22, sau khi đi ngang hai đảo tí hon, The Brothers [hòn Trứng Lớn - Nhỏ], tàu của Crawfurd tới đảo Pulo Condore. Ông cho rằng người dân Cochin China dễ gần và đáng tin tưởng hơn người Xiêm. Khi lên bờ, ông đã thấy tàn tích nhà máy cũ của người Anh xây trước đây trên đảo: "cách đó khoảng 118 năm, tức năm 1702-1704, người Anh đã thiết lập đồn lính và nhà máy trên đảo này. Trước đó họ đã bị đuổi khỏi Chusan (Trung Quốc), Thống đốc Ketchpoole khuyến khích người Celebes [người Makassar] làm lính thuê trong 3 năm. Ông ta không trả đúng tiền lương và những người lính đã nổi loạn, thảm sát người Anh trên đảo. Những người còn sống sót chạy sang Johor." Như vậy, người Anh đã không hề biết gì về kế hoạch bảo vệ Côn Đảo của chúa Nguyễn bằng cách trừ khử sự chiếm đóng của người Anh trên đảo.
Ngay khi đặt chân lên đảo, người dân chào đón đoàn của Crawfurd một cách tự tin và thẳng thắn mặc dù có lẽ họ hiếm khi gặp người châu Âu. Một nhóm thanh niên đang chơi bóng đá trên bãi biển vội ngừng cuộc vui, dẫn đoàn của Crawfurd đi gặp thôn trưởng. Vị thôn trưởng đáng kính này khoảng 45 tuổi, mời đoàn người châu Âu đi tham quan. Một số người dân và quan chức lên thăm tàu, họ mang theo hàng hóa để trao đổi với hàng hóa Châu Âu. Theo Crawfurd, người dân ở đây [Côn Đảo] thanh bần và đáng mến hơn so với người [Xiêm] tham lam, giảo trá, bất kể tầng lớp mà ông đã gặp ở Xiêm. Vị quan tốt bụng, đứng đầu trên đảo, tên là Cham-Kwan-Luong.
Quần đảo Pulo Condore gồm 12 đảo, đủ kích cỡ. Đảo lớn nhất [Côn Sơn], dài 12 dặm, rộng cỡ 4 dặm. Tên gọi theo tiếng Mã Lai của Pulo Condore có nghĩ là đảo Bí đao; người An Nam không biết tên này, họ gọi nó là Koh-naong [Côn Nôn]. Ngôi làng trong vịnh lớn nhất có khoảng 300 dân. Còn hai làng khác trên đảo, tổng cộng dân trên đảo khoảng 800 người. Toàn bộ người dân ở đây là người Cochin China [Việt Nam], không có người Hoa hay Campuchia ở đây. Người dân Pulo Condore mua gạo chủ yếu từ Saigun [Sài Gòn], đổi lại họ bán rùa, hải sản... Họ cũng cống nạp rùa sống [đồi mồi?] cho vua Cochin China. Crawfurd sau đó được biết rằng vua nước Cochin China hiện đang ở Huế, còn Chao-Kun [Tả Quân?], vị Thống đốc Lower Cochin China [Nam Kỳ], thì đang ở Saigun. Crawfurd nóng lòng được gặp vị quan ở Saigun đó, bởi ngoại trừ Kachao [Kẻ Chợ] ở Tonquin [Đông Kinh], thì [Sài Gòn] là nơi giàu có nhất vương quốc này. Tàu của Crawfurd rời Pulo Condore đi Cape St. James [Vũng Tàu].

##### Thăm Sài Gòn

###### Ghé Cần Giờ
Ngày 24 tháng 8, Crawfurd thả neo ở vịnh Dừa của Vũng Tàu. Đến buổi chiều, ông lái thuyền và lên bờ ở Kandyu [Cần Giờ]. Khi đến làng Pungtăo [Lòng Tàu?], ông được quan dân trong làng tiếp đón. Một lần nữa, Crawfurd có ấn tượng rất tốt với người dân [Việt] khi so sánh với người Xiêm. Người Việt ăn mặc tử tế, tuy mặt mày có vẻ bơ phờ và sương sỉa (gầy), nhưng họ rất hoạt bát và văn minh. Crawfurd sau đó được vị trưởng thôn hướng dẫn viết một lá thư, có dịch sang tiếng Pháp, để nhờ quan Cần Giờ trình lên cho ngài Tổng trấn Sài Gòn. Crawfurd neo tàu ở mũi Cần Giờ để chờ tin. Ông thấy thú vị khi sông Cần Giờ có nước trong trẻo mặc dù thượng nguồn có nhiều phù sa, khác với sông Hằng và Mê Nam. Crawfurd được biết dân số Cần Giờ khoảng 2.000 người, là một vùng nghèo nhưng người dân tốt bụng, không làm nhà sàn như người Xiêm. Và ông cũng hiểu lý do vì sao người Việt bị đặt biệt danh là "người Pháp của Ấn Độ": do họ hay khua tay múa chân khi nói chuyện với người nước ngoài. Ông cũng được dẫn đi tham quan các miếu thờ cá Ông, thần bảo hộ của ngư dân Cần Giờ và xung quanh.

###### Gặp Lê Văn Duyệt
Ngày 28 tháng 8, quan Tổng trấn cử 4 tàu ra hộ tống đoàn của Crawfurd vào thành Sài Gòn. Những người lính chèo thuyền người Việt mặc áo mào đỏ, đầu đội mũ có lông chim và hướng mặt về mũi thuyền khi chèo [khác với người phương Tây]. Crawfurd cũng ghi chú rằng, vua Anh không gửi bất cứ đại sứ nào tới phương Đông mà chỉ ủy quyền cho Thống đốc Ấn Độ.
Sau khi tới Sài Gòn, Crawfurd được yêu cầu phải trình giao thư của vua Anh cho vua Việt Nam hoặc Tổng trấn Gia Định. Ngày 30, vị quan bộ binh Ong-Kwuan-beng và các quan khác đến gặp đoàn của Crawfurd. Các vị quan người Việt mạnh dạn biểu lộ ý kiến khi trao đổi với người mình nói chuyện chứ không hoàn toàn thể hiện với người phiên dịch như các quan ở Xiêm. Một tín đồ Công giáo người Việt bản xứ, tên Antonio, thông thạo tiếng Bồ Đào Nha, giúp ít rất nhiều cho đoàn của Crawfurd. Các quan người Việt vô cùng cẩn trọng khi xem xét từng li từng tí các lá thư phiên dịch, bởi họ cho biết luật pháp ở An Nam rất khắt khe về chữ nghĩa khi viết thư dâng lên vua. Crawfurd cũng được biết vị vua [Minh Mệnh] xưng là Hoàng đế An Nam, làm vua cả Tonquin và Cochina China. Ngoài ra ông ta cũng chinh phục một phần lớn đất Campuchia và xác nhận chủ quyền một số vùng đất ở Lào. Quan điểm của người Cochin China đối với người Campuchia: "gần như giống với quan điểm mà người Anh đối xử với người da đen ở Hindoostan [Ấn Độ]".
Ngày 1 tháng 9 năm 1822, sứ đoàn được viên quan gốc Pháp Monsieur Diard dẫn đi tham quan thị trấn Saigun. Thị trấn gọi là Saigun [Chợ Lớn] thực ra nằm cách chỗ ở của quan Tổng trấn tới 3 dặm. Nó nằm bên một con sông nhỏ [Tàu Hủ], tàu thuyền có thể đi tới Kamboja. Nhà cửa rải rác trên đường từ thành trì [Gia Định] và dinh Tổng trấn tới Saigun. Về phụ nữ ở Sài Gòn, Crawfurd cho biết họ phải trả tiền khi đi đò ngang, trong khi đàn ông thì được miễn phí do theo lệnh vua, tất cả đàn ông là tôi tớ của ngài. Điều này cũng giống như ở khu vực Menam (Bangkok). Phụ nữ ở đây [Saigun] đẹp và chỉ có phụ nữ tham gia buôn bán ngoài chợ. Rất nhiều nhà cửa lợp ngói thay vì lợp lá. Nhà của người Hoa khang trang và họ rất mến khách. Họ đã định cư ở Saigun qua nhiều thế hệ và rất có trật tự. Người Hoa ở Saigun có số lượng vào khoảng 3-4 nghìn. Họ có nhiều đền miếu và đa phần theo kiểu Quảng Đông.
Ngày 2 tháng 9, đoàn hơn 30 người của Crawfurd được dẫn đi gặp Tổng trấn Lê Văn Duyệt, Crawfurd và một số người được chở bằng năm con voi. Nơi tiếp khách trong thành Phiên An quá đơn sơ nếu so với chỗ của người Hoa. Người Việt Nam có tục tiếp khách trên mấy cái bàn thấp (bộ ván ngựa), trải chiếu hoa lên trên, quan lớn thì ngồi hàng đầu, quan nhỏ ngồi lần lượt phía sau. Ở giữa sảnh đường là một bộ bàn hơi cao hơn mấy cái khác, dành cho quan Tổng trấn. Đoàn của Crawfurd được mời ngồi ghế, bên phải quan Tổng trấn. Ngồi bên trái quan Tổng trấn là vị Phó tổng trấn [Trương Tấn Bửu], vị quan già khoảng 70 tuổi trông đáng kính và đẹp lão.
Quan Tổng trấn nghe đồn là một thái giám, nhưng không công khai, ông ta không có râu; tuy nhiên, người Việt dù có thích để râu thì không quá rậm rạp. Tiếng nói của quan Tổng trấn nhỏ nhẹ và khá giống giọng nữ nhưng không dễ nhận ra. Lúc này, vị Tổng trấn đã 58 tuổi, vẻ mặt sôi nổi và thông minh, ông ta hơi thấp bé và gầy, nhưng hoạt bát và không thấy cơ thể bị khuyết tật gì. Có điều, ông ta đã rụng khá nhiều răng. Ông ấy cũng ăn mặc giản dị với bộ đồ lụa và chiếc khăn quấn đầu màu đen. Crawfurd tặng quà cho Tổng trấn, ông ấy từ chối, rất khác biệt với các vị quan tham lam ở Xiêm. Một lần nữa, vị Tổng trấn lại đòi hỏi phải có thư của vua Anh gửi cho vua Việt, bởi vì chỉ có vua mới gửi thư cho vua. Nếu chỉ có thư của Toàn quyền Ấn Độ [một vị quan] thì ông ấy chỉ giúp chuyển nó cho vị quan Tượng binh [Mandarin of Elephants], người kiêm nhiệm Ngoại giao ở Huế. Quan Tổng trấn thậm chí còn không mở thư của Toàn quyền Hastings ra xem mà chỉ nhìn sơ qua phong bì rồi trả lại Crawfurd. Ngoài ra, vị Tổng trấn còn mời đoàn Crawfurd xem một buổi biểu diễn đấu nhau giữa voi và cọp. Crawfurd được tặng trâu, heo, gà vịt, heo quay.. đổi lại, Crawfurd bí mật tặng quan Tổng trấn thuốc súng.

###### Thành phố Saigun
Sau đó khi gặp quan Tổng trấn, Crawfurd đi tham quan chợ và thị trấn Pingeh [Phiên An hoặc Bến Nghé], nơi ở của quan Tổng trấn. Dù Phật giáo là quốc giáo, Crawfurd không thấy ngôi chùa nào mà chỉ thấy các miếu thờ theo kiểu người Hoa. Ở Sài Gòn, kẻ phạm tội ăn cắp bị buộc tay vào sau thắt lưng của người bị hại, xem đó như hình phạt.
Ngày 3 tháng 9 năm 1822, đoàn Crawfurd rời Sài Gòn. Sông Saigun được người bản địa gọi là Saong [Sông], tuy không thấy rộng như sông Menam nhưng nó cũng độ rộng và sâu cho hết thảy tàu thuyền. Dọc theo sông Sài Gòn 25 dặm là một khu vực trồng lúa rộng lớn; qua khỏi đó, chỉ còn đất nhiễm mặn với các loại cây thấp, chỉ có thể làm củi đun. Lúc 8 giờ sáng, Crawfurd đi ra tới cửa sông có thể đi đến Đồng Nai [ngã 3 sông Sài Gòn - Đồng Nai], một thị trấn khá lớn của tỉnh [Đồng Nai] cùng tên, cách Saigun 2 ngày đường. Trước khi đến Kandyu 15 dặm, lại có thêm một cửa sông khác để đi tới Bariya [Bà Rịa], ở hướng về phía núi đồi hướng đông. Ở đó nghe nói có xưởng dệt tơ lụa. Khoảng 4-5 giờ chiều, đoàn Crawfurd lên lại tàu của mình ở Cần Giờ. Cả chuyến đi từ Saigun tới Cần Giờ chưa đến 10 tiếng và dễ dàng. Mực nước sông không hề lên xuống bất lợi. Một chiếc tàu chiến nhỏ có thể đi ngược sông lên thành phố mà không cần hoa tiêu, và phá hủy Saigun mà không sợ có sự chống cự nào.
Thành phố Saigun, theo Crawfurd, ở cách biển 50 dặm, nó gồm 2 thị trấn khác nhau gộp lại, cách nhau 3 dặm. Thị trấn Pingeh [Phiên An], là chỗ ở của Tổng trấn và có thành trì [Gia Định], nằm ở bờ tây sông lớn. Còn thị trấn Saigun [Chợ Lớn], tên gọi chính xác [của Saigun], thì nằm bên cạnh một con sông nhỏ [kênh Tàu Hủ], đi thông tới Pingeh. Saigun là nơi giao thương chính, và nơi ở của người Hoa và các thương nhân khác, bởi do sông nhỏ nên chỉ có tàu bè nhỏ, còn tàu thuyền lớn thì đậu ở Pingeh. Hai thị trấn có vẻ tương đương kích thước. Nhưng Saigun không có sự giao thương mạnh mẽ như Bangkok. Lượng hàng hóa ngoại thương của Saigun vào khoảng 7-8 nghìn tấn.
Thành trì Saigun, hay đúng hơn là Pingeh, có hình 8 cạnh, cách bờ tây sông nửa dặm. Ban đầu thiết kế theo kiểu Châu Âu nhưng không hoàn chỉnh... Một góc thành trì rất gần bờ sông, một chiếc tàu chiến có thể phá thủng nó trong vài giờ... Vị cố vương [Gia Long] ban đầu đóng đô ở đây nhưng sau khi chinh phục xong các tỉnh phía Bắc, ông ta dời đô về cố đô [Thuận Hóa].
Crawfurd đánh giá cao thành phố Saigun hơn Bangkok. Nhiệt độ trung bình buổi trưa ở Saigun là 81 độ F, ít muỗi và côn trùng. Hàng hóa ở Saigun đa dạng và rẻ, như một con lợn 200 pound giá chỉ 7 đô la Tây Ban Nha, tức không tới 2 pence một pound; gà vịt ở đây cũng tuyệt vời hơn ở Ấn Độ. Người Cochin China rất mê đá gà (chọi gà). Ông Tổng trấn, chơi đá gà hai lần một tháng và mời nhiều quan chức tham dự. Dê được nuôi nhiều, họ cũng nuôi một ít cừu, loại nhỏ con giống ở Lower Bengal. Tuy nhiên, tại Kang-kao [Cảng Khẩu, Hà Tiên] ở Kamboja thì giá cả của chúng [dê, cừu] lại rẻ hơn ở Saigun. Trâu bò ở Saigun cũng nhiều và rẻ. Cá nước ngọt và cá biển rất dồi dào, phong phú. Tuy vậy, cũng có những thứ không hợp khẩu vị người châu Âu như thịt chó và thịt cá sấu. Giá gạo ở Saigun lúc ấy là một đô cho một tạ, cao một cách kì quái. Mặc dù là mùa nghịch, trái cây ở Saigun lại rất nhiều và đa dạng: cam, quýt, bưởi, chuối, na,... Vào mùa này, Crawfurd được bảo là mùa ngon nhất của xoài, vải thiều, cam; nhưng ông cho rằng, trái cây ở Saigun không bằng ở Bangkok. Trái măng cụt và sầu riêng không hề bán ở Saigun, trong khi ở các nước Mã Lai và Bangkok thì vô vàn, có lẽ do thổ nhưởng không phù hợp hoặc người ta không biết trồng chúng.
Ngày 4 tháng 9, tàu Crawfurd rời Cần Giờ đi qua mũi Cape St. James [Vũng Tàu], suýt bị mắc cạn. Sau đó, ông đi qua eo biển giữa đảo Bò [Hòn Bà] và bãi cạn De Brito (hoặc Brittos aennaria). De Brito là tên một nhà hàng hải người Bồ Đào Nha bị đắm thuyền ở bãi cạn này.

##### Đến Đà Nẵng
Ngày 5 tháng 9, Crawfurd đi qua Cape Pandaran [mũi Phan Rang], nơi được ví như Cape of Good Hope [mũi Hảo Vọng] của người Việt. Ngày 6, ông đi qua vịnh Ya-trang [Nha Trang], nơi được che chắn bởi hòn Tre. Vị cố vương [Gia Long] từng xây một thành trì [Diên Khánh] ở đây, nhờ sự giúp sức của kỹ sư người Pháp là M. Olivier. Năm 1794-1795, thành [Diên Khánh] này bị hạ bởi anh em nổi loạn nhà Tysuns [Tây Sơn], sau 6 tháng nhà vua mới lấy lại được. Nơi đây là kho hàng của tất cả hàng hóa trong nước, nhất là lụa. Mất 4 ngày đi bằng bộ từ Saigun tới đây, và 5 ngày nếu đi từ thủ đô [Huế]. Ngày 7, Crawfurd đi qua cảng Kon-koe và Cape Varela [Mũi Đại Lãnh]. Sau đó ông đi ngang vịnh Fu-yin [Phú Yên], nơi có 3 cảng biển tốt nhất Cochin China. Crawfurd cho rằng Fu-yin là tỉnh tốt nhất ở Cochin China [về cảng biển]. Mất không tới 4 ngày để đi đường bộ từ kinh thành Huế tới thủ phủ tỉnh Fu-yin [Tuy Hòa] nhờ đường tốt, trong khi đường từ Fu-yin tới Saigun lại rất khó khăn do nhiều núi non. Ngày 8, Crawfurd đi ngang cảng Kwin-nyon (Quin-hone) [Quy Nhơn], nơi trước khi khởi nghĩa [Tây Sơn] nổ ra, là một thương cảng lớn. Vua Gia Long từng giành chiến thắng quyết định với anh em Tây Sơn ở Quy Nhơn năm 1792. Mất 3 ngày để đi đường bộ từ Kwin-nyon tới Kinh thành Huế. Tàu của Crawfurd đi tiếp qua Tang-kwan [Tam Quan?], nơi có con sông mà vua Gia Long năm 1793, chiến thắng Tây Sơn. Qua tới ngày 10, Crawfurd đi ngang eo biển giữ đất liền và Pulo Canton, hay còn gọi là Callo Rai [Cù lao Ré, Lý Sơn] bởi người Việt Nam. Ngày 12, ông đi cụm đảo Cham Calao [Cù lao Chàm], gồm 8 đảo, không thấy trồng trọt nhưng có một làng chài nhỏ ở vịnh phía tây nam đảo lớn. Ngày 15, tàu của Crawfurd cập cảng Touran [Đà Nẵng].
Vị quan đứng đầu cảng Touran sau đó cho Crawfurd biết rằng ông ta chỉ là cấp phó của vị quan ở Fai-fo [Hội An], hay Fuchim [Phủ Chiêm]. Sau khi Crawfurd cung cấp thư từ bằng tiếng Hán theo yêu cầu, ông ta hứa sẽ trình nó lên quan Hội An và hi vọng trong vòng 10 ngày, triều đình Huế sẽ mời Crawfurd ra chầu. Vị quan Touran này từng đi Trung Quốc và nói tiếng Quảng Đông lưu loát với người thông dịch gốc Quảng Đông của Crawfurd. Ngày 16, thương gia người Pháp là M. Borel, một trong hai người châu Âu duy nhất ở Đà Nẵng lúc ấy, đến thăm và báo cho Crawfurd biết rằng 6 ngày trước, triều đình Huế đã biết cuộc viếng thăm của Crawfurd ở Saigun. Ngày 19, Crawfurd đi tham quan làng Touran và đánh giá rất cao bãi biển ở đây. Năm 1793, Lord Macartney trên đường đi sứ Trung Quốc từng ghé Đà Nẵng và giờ [1822] nó đã phát triển vượt bậc. Ở Đà Nẵng, đa số phụ nữ tham gia buôn bán ngoài chợ. Người dân ở đây trong văn minh và vui vẻ.

##### Đến kinh đô Huế
Ngày 24, một nhóm 15 người của Crawfurd được một vị quan bộ Binh đến từ Huế đưa vào kinh đô bằng 2 chiếc thuyền chèo. Vị quan này đứng đầu 2 nghìn hộ, 65 tuổi và có thân thể cường tráng hơn nhiều người đàn ông Cochin China khác. Ngày 25, đoàn thuyền vào kinh đô Huế qua một con sông, neo ở đó để đợi lệnh.
Nơi mà Crawfurd neo thuyền, cũng chính là nơi dừng chân ngày trước của Chapman. Năm 1778 Chapman, một phái viên của Toàn quyền Ấn Độ khi ấy là Warren Hastings, được cử đến Cochin China với cùng nhiệm vụ. Chapman cập cảng Cape St. James [Vũng Tàu] trước tiên. Sau đó ông được biết Đồng Nai, Sài Gòn và Nam Kỳ vẫn còn thuộc về nhà vua [Nguyễn Ánh]; còn Quy Nhơn và miền Trung, trừ Huế ra, đã bị Nguyễn Nhạc chiếm; miền Bắc nước này thì do người Tonquinese [Đàng Ngoài] nắm. Đất nước này khi ấy xảy ra nạn đói khủng khiếp, người ta phải ăn các loại củ độc hoặc tảo ngoài bờ biển, thậm chí thịt người còn được bày bán ở Huế. Chapman sau đó vất vả trốn khỏi Huế, thiết lập ngoại giao đầu tiên giữa Vương quốc Anh và Việt Nam thất bại. Nỗ lực thiết lập bang giao Anh - Việt lần thứ hai là năm 1804, khi Hầu tước Wellesley cử Roberts đến Cochin China để thiết lập ngoại giao, với mục đích chính là loại bỏ ảnh hưởng của người Pháp ở nước này, tuy nhiên, nhiệm vụ đó thất bại từ sớm.
Tới nửa đêm, thuyền của Crawfurd mới được cho vào kinh thành qua ngã sông Hương, một con sông hẹp hơn sông Sài Gòn hay Mê Nam một chút nhưng lại rất nông.

###### Kinh thành Huế
Ngày 26 tháng 9, đoàn của Crawfurd được cho lên ở một ngôi nhà gần bờ sông. Tại đây, dù bị cấm ra ngoài, Crawfurd quan sát được một vài khía cạnh cuộc sống ở Huế. Thế nhưng, người Hoa trong đoàn của ông thì được tự do ra ngoài như thể họ là người Hoa đang ở đây. Ông cho rằng, Việt Nam là một đất nước ưa dùng đòn roi. Hễ ai phạm lỗi gì, dầu nặng nhẹ, người ta sẽ lấy gậy tre ra đánh vào chân. Kiểu hành xử này đáng ra sẽ khiến người dân không chỉ lệ thuộc, vâng lời, nhút nhát mà còn rụt rè, u sầu, ngờ vực. Thế nhưng, qua quan sát của một người ngoại quốc, Crawfurd lại thấy người dân tầng lớp thấp ở Việt Nam miễn nhiễm với điều đó: họ vui vẻ, hài hước, sốt sắng giúp người, lịch sự vượt xa hết thảy các giống người châu Á khác mà ông từng gặp.
Crawfurd sau đó đến gặp vị quan [Thượng thư] Tượng binh và các quan khác. Quan Tượng binh là một người nhỏ con, già nhưng khỏe, mặc bộ quan phục bằng tơ lụa màu cam, trên áo có hoa văn. Vị quan Tượng binh này có thể là Chưởng Tượng quân kiêm quản lý Thương bạc sự vụ Nguyễn Đức Xuyên. Quan Tượng binh cho biết nhà vua [Minh Mạng] đồng ý cho tàu thuyền của nước Anh được tự do buôn bán ở Việt Nam. Sau một số cuộc trao đổi với quan chức nhà Nguyễn, như vị quan Tượng binh, người kiêm nhiệm Ngoại giao, Crawfurd được biết rằng vị vua Minh Mệnh có tham vọng bắt chước y hệt thể chế của triều đình Bắc Kinh. Cho nên, nghi thức của triều đình nhà Nguyễn hiện giờ rất ư là câu nệ là cứng nhắc.
Sau nhiều cố gắng giải thích và tranh luận, đoàn của Crawfurd vẫn không được cho phép có một buổi chầu với vua Minh Mạng. Bởi quan chức nhà Nguyễn vẫn nhất quyết rằng, mục đích của sứ đoàn chỉ là thỏa thuận thương mại nên nó không đủ quan trọng để được diện kiến nhà vua. Và triều đình nhà Nguyễn chỉ cho sứ giả được gặp vua khi đó là sứ mệnh do một nhà vua khác cử đến, trong khi Crawfurd chỉ là do Đông phương Tổng trấn nước Anh ủy quyền.
Ngày 30 tháng 9, Crawfurd được dẫn đi tham quan kinh thành Huế, lúc này gọi là thành phố mới. Cuộc tham quan có sự tháp tùng của hai vị quan gốc Pháp là Chaigneau và Vanier. Crawfurd ca ngợi đây là công trình hoàng tráng và phi thường mà ông không nghĩ là có nơi nào ở phương Đông sánh được. Kinh thành hình tứ giác và bốn mặt đều có sông hay hào nước cách ly. Chu vi của thành trì này dài hơn 5 dặm, và nó gần như là hình vuông. Crawfurd hết lời khen ngợi Gia Long, người đã lên kế hoạch, thiết kế và thực hiện công trình từ năm 1805. Con người đáng chú ý ấy cho chúng ta thấy rằng ông không tầm thường trong lãnh vực quân sự của người Âu vì công cuộc xây cất, như chúng tôi thấy, đều được hoạch định và thực hiện theo những nguyên tắc của kỹ thuật xây thành trì, và vật liệu kiến trúc cũng như công trình xây dựng đều không thua sút hơn họa đồ tí nào cả. Điểm trừ ít ỏi mà Crawfurd thấy là những tòa tháp hình cây dù Trung Hoa trên cổng thành, và những lỗ sung đại bác (lỗ châu mai) trên một số pháo đài đã bị vị vua hiện tại [Minh Mệnh], tự làm theo suy nghĩ phản khoa học của mình, khiến chúng nghiêng dốc vào bên trong thay vì nghiêng ra ngoài. Trong kinh thành này cũng có nhiều kho lương thực lớn. Các trại lính được xây rất tốt, bố trí và vệ sinh không kém gì nhữn đội quân tốt nhất bên châu Âu. Có từ 12-13 nghìn lính trong thành. Crawfurd đặc biệt ấn tượng với kho vũ khí trong kinh thành. Những khẩu đại bác [thần công] bằng sắt là một sự tổng hợp lạ kỳ của những khẩu đại bác trên các chiến hạm của nhiều quốc gia khác nhau bên châu Âu như Pháp, Anh, Hòa Lan, Bồ Đào Nha. Các khẩu súng bằng đồng, những quả đạn tròn và đạn trái phá hoàn toàn do thợ bản xứ chế tạo tại Conchin China bằng vật liệu chở từ Tonquin vào và làm theo khuôn mẫu Pháp. Súng ống khác cũng được làm và sơn vẽ rất hoàn hảo,cứ như rằng chúng được chế tạo tại Woolwich hoặc Fort-William... Nghệ thuật đúc đại bác bằng đồng dưới sự hướng dẫn của người Âu hẳn đã du nhập vào xứ nầy lâu lắm rồi, vì có một số lớn súng đúc rất tốt kiểu 9 pound được chế tạo vào những năm 1664 và 1665, trên các súng đó có khắc chữ Bồ Đào Nha... Không cần nói, ai cũng biết là đối với bất cứ địch thủ Á châu nào, thành trì này cũng coi như là khó mà chiếm hữu được, tuy nhiên, lỗi lầm lớn nhất của nó là rộng mênh mông. Để phòng thủ thành trì nầy, cần phải có ít nhất là 50.000 binh sĩ.

###### Các vị quan người Pháp và nước ngoài
Crawfurd được biết có hai vị quan người Pháp là Chaigneau và Vanier làm việc cho nhà Nguyễn.
Ngày 2 tháng 10 năm 1822, các vị quan nhà Nguyễn cùng với Chaigneau và Vanier đến báo với Crawfurd rằng, nhà vua sẽ không cho phép sứ đoàn được gặp ngài ấy. Các quan người Pháp cũng nhắc lại việc tương tự đời Gia Long: ngày 25 tháng 12 năm 1817, tàu chiến Cybelle với 40 súng, ghé cảng Touran [Đà Nẵng]. Sứ giả Achille de Kargariou, một đại úy hải quân nhất đẳng, mang theo thư của Bộ trưởng Hàng hải gửi cho Thượng thư Cochin China. Vua Gia Long khước từ gặp sứ giả và bất cứ quà tặng gì. Việc từ chối tiếp xúc với sứ đoàn Pháp có lẽ là do vua Cochin China không muốn thi hành hiệp ước năm 1787.
Ông Vanier là viên quan cao cấp, được nể trọng trong triều và đã ở đây hơn 33 năm. Trước kia ông ấy là sĩ quan thủy binh của Gia Long, đã tham gia cuộc chiến chống Tây Sơn. Khi còn trẻ, Vanier phục vụ hải quân Pháp, và ông ta cùng với quân Hoa Kỳ, đã đánh bại Lord Cornwallis ở Little York; cũng như trận thua của quân Pháp dưới sự chỉ huy của Comte de Grasse trước quân Anh của George Rodney. Vanier cũng nhắc lại chuyến công du năm 1805 của sứ giả nước Anh là Roberts. Ông Roberts đã gửi một số tranh có cảnh quân Anh đánh bại quân Ấn Độ trong trận chiến Seringapatam, khiến Gia Long phải bảo: "Toàn quyền Ấn Độ muốn hăm dọa ta...". Vợ ông Vanier là một phụ nữ người Việt, xinh đẹp, cao ráo, và trông giống như người Nam Âu.
Ông Chaigneau đã ở Cochin China khoảng 28-29 năm. Ông ta về Pháp năm 1819 rồi lại trở lại Cochin China với tư cách tổng lãnh sự Pháp. Vợ ông Chaigneau là con gái của một người Pháp, bà ấy từng theo chồng về Pháp năm 1819.
Cả hai vị quan người Pháp, các bà vợ, thậm chí cả người Hoa đều diện trang phục theo kiểu người Việt. Vanier và Chaigneau đều ủng hộ phái Bảo hoàng, chống lại cách mạng Pháp. Năm 1825, khi làm Thống đốc Singapore, Crawfurd đã gặp lại hai người Pháp này khi họ đang trên đường rời bỏ Cochin China về nước.
Crawfurd cũng thấy miếu thờ các vị quan tử trận thời Gia Long, có những người ngoại quốc như Manuel hay một người Ai Len...

###### Thăm Huế
Crawfurd ca ngợi cảnh quan của Huế đẹp không khác gì các thành phố ở Châu Âu. Đường sá và cầu cống ở Huế khó có nơi nào ở phương Đông sánh kịp. Ông còn đi thăm các ngôi miếu và chùa. Ở Huế, ông thoải mái tham quan chùa mà không bị làm phiền như ở Xiêm. Ông cũng phát hiện ở Huế có rất nhiều chim Ác là, một loài chim không thấy ở Ấn Độ mà chỉ có ở châu Âu.
Ngày 4 tháng 10 năm 1822, Minh Mạng sai hai vị quan văn, quan võ tới ban quà bánh, trái cây cho đoàn của Crawfurd. Vị quan trấn thủ Đà Nẵng, theo lệnh ra Huế cùng đoàn Crawfurd, hỏi ông một số câu khó trả lời như: vì sao nước Anh với nước Pháp đánh nhau nhiều năm; và vì sau người Mỹ ly khai khỏi nước Anh trong khi cả hai bên đều cùng một dân tộc, tiếng nói,... Một buổi tiệc khác được vua ban cho đoàn của Crawfurd, có sự tham sự của một vị quan đứng thứ tư trong triều. Trong bữa tiệc trang nhã và sạch sẽ ấy, Crawfurd rất chú ý đến ba tô trứng vịt lộn (hatched eggs). Khi ông hỏi cậu phục vụ người Việt, cậu ta đã rất "khờ khạo" nói rằng hột vịt lộn là một món ngon trong giới người nghèo, chỉ hợp với những người đặc biệt. Thực tế, Crawfurd sau đó được biết, 30 hột vịt lộn giá chỉ có 1 cent, rẻ hơn cả trứng tươi. Ông cho rằng, khi người ta mới vừa mời tiệc nhau, thì trứng được đem cho gà ấp, sau 10-12 ngày, trứng sẽ chín muồi, và lúc đãi tiệc, nó sẽ rất hợp khẩu vị của một người Việt sành ăn. Người Việt dù ăn uống bừa bãi, lại rất ác cảm với sữa. Họ cứ khăng khăng bảo rằng, uống sữa cũng không khác uống máu tươi là mấy. Còn những người giúp việc gốc Ấn Độ của Crawfurd đã xúc phạm người Việt khi không chịu tham gia bữa tiệc cung đình. Bởi thật ra họ bị sốc khi biết chi tiết các món ăn.
Trao đổi với các thương nhân người Hoa, Crawfurd nắm được một số thông tin: "quan chức ở nước này vô cùng thất thường, và chả có gì ngoài bực mình khi phải thỏa thuận với họ. Ví như, ông bán một bộ tách trà, thế mà họ chỉ muốn có cái tách chứ không mua luôn cái đĩa (kê đáy tách), hoặc ngược lại. Tôi chưa bao giờ làm xong một giao kèo với họ mà cổ tôi không bị nhỏ lại [cảm thấy bấn an]." Hoặc một người Hoa khác bảo: "người Việt xem những người tóc đỏ [hồng mao] và răng trắng, tức người châu Âu, là những kẻ hiếu chiến và tham lam như hổ báo.".
Ngày 12 tháng 10 năm 1822, không có cuộc gặp mặt nhà vua nào được tổ chức cho đoàn của Crawfurd. Ông được cho phép quay lại Đà Nẵng bằng đường bộ để tham quan. Trước khi rời Huế, Crawfurd đến phủ của vị quan Tượng binh (kiêm Ngoại giao) để thương thảo lần cuối. Quan Tượng binh đã chất vấn Crawfurd một số điều về cuộc ghé thăm Sài Gòn như: Crawfurd tự nguyện dâng thư của Toàn quyền Anh cho Tổng trấn [Lê Văn Duyệt] hay là ông ta [Lê Văn Duyệt] ép? Và rằng: Không ai được phép xem thư của nhà vua trước khi nó được trình lên ngài ấy cả. Crawfurd nhận ra sự ghen ghét của triều đình đối với quan Tổng trấn thành Gia Định. Theo tìm hiểu của Crawfurd, Lê Văn Duyệt không chỉ nhân vật đứng đầu cả nước về đẳng cấp và quyền lực, mà còn ở sự cứng rắn, tài năng và liêm chính của ông ta. Việc Lê Văn Duyệt phải rời kinh đô để đi trấn thủ Gia Định là một mất mát lớn, khiến những quan chức tham lam không còn bị ai kiềm chế. Vua Minh Mạng cố nhiên đố kị với uy danh của quan Tổng trấn.
Crawfurd sau đó từ chối nhận quà của vua ban cho Toàn quyền Anh, chỉ nhận quà cho sứ đoàn. Vua Minh Mạng sai một vị Thượng thư viết thư lại cho Toàn quyền, đại ý cho phép tàu thuyền Anh được buôn bán với điều kiện không được chiếm đất hay lập nhà trên bờ. Tuy nhiên, tàu Anh chỉ được ghé các cảng Saigun, Hàn hay Touran, Faifo, Huế. Riêng Bắc Hà, vua không cho phép tàu Anh ghé.
Nhận xét về cuộc thảo luận tại nhà quan Tượng binh, ông quan này thể hiện một sự hài hước và nhã nhặn. Ông ta còn nói cả chuyện cá nhân, rồi có bốn năm đứa con, cháu của ông đứng sau lưng; khiến ông kể rằng nhà ông có tới 50-60 người. Lúc ăn tiệc, ông ta không ăn, nhưng bốn ông quan thuộc cấp thì "xử lý" rất tốt đồ ăn. Crawfurd bình luận, tuy người Việt ăn đũa giống người Hoa, người Nhật, nhưng cũng chả ngon miệng là mấy so với cách ăn bốc của những giống người châu Á khác.

###### Thăm Đà Nẵng và Hội An
Ngày 17 tháng 10 năm 1822, đoàn của Crawfurd rời Huế đi Đà Nẵng theo đường sông. Họ đi theo một con kênh [sông An Cựu] về hướng Đông Nam, và họ gặp rất nhiều lò gạch. Sau đó, họ đi vào một vịnh biển tên Mukgot, rồi làng Kao-hai [Cầu Hai].
Ngày 18, đoàn Crawfurd rời Kao-hai và đi bộ qua các ngọn đồi. Sau đó họ dừng chân ở làng Nuk-mang [Nước Mặn], tức Nước Ngọt. Cuối cùng, đoàn đi đến làng Hai-mung. Chỗ này là nơi vào vịnh Vungdam [Vũng Đầm]. Crawfurd được biết khu rừng mà đoàn ông mới đi ngang có rất nhiều hổ, voi và chim chóc. Thực ra, cuộc hành trình đi bộ của Crawfurd là do khiêng bằng cáng (trên võng). Ông đánh giá rất cao tay nghề của người khuân cáng và cho rằng, người Việt nam có sức lực vượt trội nhiều lần so với người ở miền Tây Ấn Độ.
Ngày 19 tháng 10, đoàn Crawfurd về tới vịnh Đà Nẵng và lên lại tàu của mình. Ngày hôm sau, quà của nhà vua được chuyển đến. Ngày 22, một nhóm người cùng Crawfurd dùng thuyền nhỏ đi khám phá Faifo [Hội An], nơi mệnh danh là thủ phủ của các thương nhân người Hoa. Họ đi theo một con kênh song song với bờ biển. Crawfurd cho rằng Faifo gần như là một khu định cư của người Hoa, hoặc con cháu của họ. Nơi này có khoảng 5.000 dân, trong đó khoảng 600 hộ người Hoa, và đây là nơi này là điểm buôn bán với nước ngoài chính yếu của cả nước. Crawfurd ước đoán, vào lúc cao điểm, số lượng thủy thủy và thương nhân người Hoa đến đây buôn bán không dưới 10 nghìn người. Đường cát và quế là sản phẩm xuất khẩu chủ lực. Faifo có hai ngôi miếu Trung Hoa đẹp, để thờ phượng Bà chúa bảo hộ Thương mại và Hàng Hải. Hai miếu này xây cách đây [1822] gần một thế kỷ, do người Hoa bỏ tiền, vật liệu và nhân công xây dựng. Tại Faifo, Crawfurd còn gặp một ngôi chùa Phật lớn nhất cả nước mà ông được biết. Chùa này chỉ có một tượng Phật, sau lưng là các tranh vẽ Phật giáo. Bức tượng được khoát áo cà sa có thêu vàng. Ông nhận thấy, các tượng Phật ở Việt Nam khác với các nước Xiêm hay Tây Ấn Độ như mang các yếu tố Trung Hoa, áo cà sa phủ cả hai. Các nhà sư ở xứ này không lập gia đình, không giết hay ăn thịt động vật, và họ đội một chiếc mũ màu vàng hoặc đỏ. Và nhà sư khi mất thì họ sẽ làm lễ hỏa táng, khác với người thường.
Faifo không phải là thủ phủ của dinh Quảng Nam. Quan trấn thủ dinh ấy đóng ở thành trì cách Faifo 6 dặm, gọi là Fu-chi-am [Phủ Chiêm], và nơi đó mới là thủ phủ của dinh Quảng Nam. Toàn tỉnh [dinh Quảng Nam] này gọi là Cham [Chàm hoặc Chăm], bao trùm luôn cả phần núi đồi phía Tây Nam vịnh Đà Nẵng. Dân số ở đây khoảng 50.000 người.
Ngày 27 tháng 10 năm 1822, tàu của Crawfurd không thể rời cảng Đà Nẵng do một cơn Typhoon [bão] xảy đến. Ngày 31, tàu mới nhổ nheo đi Singapore. Đến ngày 2 tháng 11 năm 1822, tàu của Crawfurd đi qua cụm 3 đảo The Catwicks, trong đó có đảo Pulo Sapata [hòn Hải]. Vị trí này được các nhà hàng hải châu Âu xem là giới hạn phía Nam của những cơn bão nhiệt đới hay Typhoons.

#### Quan điểm của nhà Nguyễn đối với nhiệm vụ thương mại của Crawfurd
Theo Đại Nam thực lục:
Nhâm ngọ, năm Minh Mệnh thứ 3 [1822],
Tổng đốc Manh Nha Hố (tên đất) nước Anh Cát Lợi [England] là Hà Sĩ Định [Hastings] sai Cá La Khoa Thắc [Crawfurd] mang thư đến dâng phương vật (500 khẩu súng tay, một đôi đèn pha lê lớn). Thuyền đến Đà Nẵng... Trong thư chỉ xin thông thương, cũng như các ngoại quốc khác, không dám xin lập phố để ở.
Vua [Minh Mệnh] nói: "Hắn là người của tổng đốc phái đi, không phải do mệnh của quốc vương". Không cho. Những phẩm vật dâng biếu, cũng không nhận...

Thưởng cấp cho rồi bảo về (thưởng Tổng đốc Hà Sĩ Định ngà voi 3 đôi, quế 10 cân, kỳ nam, trầm hương đều 5 cân, sừng tê bịt vàng 4 toà, đường phèn 300 cân; thưởng Cá La Khoa Thắc, ngà voi 1 đôi, quế 2 cân, sừng tê 1 toà, trầm hương 2 cân; thưởng người trong thuyền, bò, dê, lợn, đều 10 con, gà vịt đều 100 con, gạo trắng, gạo đỏ đều 50 bao, gạo nếp 20 bao. Các thứ thưởng cho viên tổng đốc thì Cá La Khoa Thắc từ không dám lĩnh.

#### Nghiên cứu của Crawfurd về địa lý, văn hóa và lịch sử Việt Nam
Quyển sách "Journal of an Embassy from the Governor-general of India to the Courts of Siam and Cochin China: Exhibiting a View of the Actual State of Those Kingdoms" (tạm dịch: Nhật kí của một Đại sứ theo lệnh Toàn quyền Ấn Độ đến các nước Xiêm và Việt Nam: Phô bày một cái nhìn chân thật về các quốc gia ấy) được hoàn thành năm 1827, in lần đầu năm 1828, tái bản năm 1830 của Crawfurd tổng hợp không chỉ hành trình làm việc của ông mà còn chứa đựng nhiều thông tin về địa lý, văn hóa và lịch sử của các nước Xiêm, Mã Lai, Singapore và Việt Nam. Phần đầu tập sách (Volume 1) tường trình lại sứ mệnh đến Xiêm và Việt Nam, phần sau (Volume 2) tổng hợp lại các hiểu biết của Crawfurd về văn hóa, ngôn ngữ, lịch sử,... của các vương quốc này.
Crawfurd đã thực hiện điều tra thực địa nhiều hòn đảo ở vịnh Thái Lan và Biển Đông, trong đó có nhiều đảo thuộc chủ quyền của Việt Nam như: Hòn Khoai, Nam Du, Phú Quốc, Côn Đảo,... Thậm chí một số đảo nhỏ ở rất xa như Pulo Sapata, tức hòn Hải thuộc quần đảo Phú Quý, cũng được ông miêu tả chi tiết.
Cộng đồng người Việt và sức ảnh hưởng của họ ở Xiêm cung được Crawfurd đề cập. Các thầy lang ở Xiêm hầu như chỉ toàn là người Hoa và Việt. Người Việt sinh sống nhiều nơi ở Xiêm, ngược lại không thấy người Xiêm sinh sống ở Việt Nam.
Năm 1824, sứ giả Miến Điện là Gibson trên đường đi sứ từ Việt Nam về nước có quá cảnh Singpaore và gặp Crawfurd. Gibson đã giao lại bản tường trình của mình cho Crawfurd. Bản tường trình của Gibson được Crawfurd chỉnh sửa và cho in chung vào phần phụ lục của quyển sách "Journal of an Embassy...".

##### Địa lý Việt Nam
Về địa lý của Đế quốc Cochin China [Empire of Cochin China], theo Crawfurd, gồm các lãnh thổ: một phần đất quốc gia cổ Kamboja, Cochin China [Đàng Trong] và Tonquin [Đàng Ngoài]. Đàng Trong và Đàng Ngoài vốn được gọi chung là An-nam.
Điểm cực nam của nước này là đảo Pulo Ubi [Hòn Khoai], nơi phân chia nó với Xiêm là đảo Ko-kong. Ngôi làng cuối cùng ở Tonquin, trước khi sang tỉnh Quảng Đông là làng Quang-sai. Chiều dài nhất của nước này khoảng 900 dặm, chiều ngang rất mất cân xứng, từ 60 đến 80 hoặc 100 dặm. Diện tích cả nước ở vào khoảng 98.000 dặm vuông. Hai đầu đất nước, tức Kamboja và Tonquin, có đồng bằng thấp nhiều phù sa, còn phần miền trung, hay Cochin China Proper [Cochin China Đích thực], hầu như là đồi núi. Đế quốc Cochin China chia làm ba vùng hành chính. Kamboja [Gia Định Thành] và Tonquin [Bắc Thành] được quản lý bởi các Tổng trấn, còn Cochin China được cai trị trực tiếp bởi triều đình. Cả nước lại chia làm 22 tỉnh.
Kamboja [Gia Định Thành] có thủ phủ ở Saigun, bao gồm 6 tỉnh: Ya-teng, Peng-fong, Fo-an, Win-cheng, Ho-sin, Teng-chong. Các tên gọi cũ tiếng Kambojan như Dong-nai, Que-douc [Châu Đốc], Sa-dek, Mi-tho, Ca-mao, Tek-sia [Tắc Xía, Tắc Cậu?] vẫn còn dùng trong dân chúng. Chính quyền Kamboja [Gia Định Thành] kéo dài từ đảo Ko-kong đến mũi Cape St. James [Vũng Tàu]. Các sông lớn là Pong-som, Kampot, Kang-kao hoặc Hatien [sông Giang Thành] (còn ghi là Athien), Tek-sia [sông Cái Lớn] (Tek-sia là theo tiếng Hoa, tiếng Kamboja là Kar-mun-sa, tiếng Việt là Ret-ja), Tek-mao [sông Cà Mau], sông lớn Kamboja [sông Cửu Long] và sông Saigun. Sông Kamboja [sông Cửu Long] là một trong những con sông lớn nhất châu Á, nó có ba cửa đổ ra biển, gồm: Sông Tây hay Sông Basak [Ba Thắc], Nhánh Đông hay Nhánh Giữa, Sông Bắc hay Sông Nhật Bản. Sông Saigun được cách nhà hàng hải châu Âu đánh giá là con sông tốt nhất châu Á.
Cochin Chna [miền Trung Việt Nam] chia làm 7 tỉnh, từ phía Nam ở Bin-thuon [Bình Thuận], nằm kế bên Chính quyền Saigun hay Kamboja [Gia Định Thành]. Tỉnh Phú Yên được Crawfurd ca ngợi là tỉnh giàu có nhất Cochin China: có 3 cảng biển rất tốt, dân đông, trồng trọt nhiều,...
Trấn Tonquin [Bắc Thành] là nơi đông dân và giá trị nhất vương quốc. Bên cạnh tên gọi An Nam, nơi này còn được gọi là Dong-kinh [Đông Kinh]. Cực nam của vùng này là làng và sông Ke-ga, cách Huế 85 dặm đường. Sông Tonquin gọi là Song-koy [Sông Cái]. Từ cửa sông đi vào, có đô thị Hean [Phố Hiến] với khoảng 20.000 dân. Cách cửa sông 100 dặm là thủ phủ của Tonquin, thành phố lớn nhất đế quốc này, hay được gọi là Ke-cho, Cachao [Kẻ Chợ] hoặc Bak-than [Bắc Thành], với dân số khoảng 150.000-200.000 người.
Trên biển, từ vịnh Xiêm, đảo Ko-kong và lân cận trở lên phía Bắc thuộc nước Xiêm. Một dãi đảo rộng [qua khỏi Ko-kong] cho đến Pulo Ubi [Hòn Khoai] đều thuộc về Việt Nam, kể cả Pulo Panjang, Pulo We [Đảo Wai] dù rất xa bờ. Trên biển Trung Hoa, các đảo lớn là Pulo Con-dore, Pulo Can-ton hay Col-lao Ray [Cù lao Ré], Cham col-lao hay Col-lao Cham.
Năm 1816, vua [Gia Long] giành quyền sở hữu quần đảo không người ở, nguy hiểm, chỉ toàn đảo đá, đảo nhỏ, và bãi cát tên là Paracels [Hoàng Sa]. Ông ta xác nhận chúng là lãnh thổ của mình, và không hề có sự chống đối về chủ quyền của ông ấy.

##### Quốc hiệu Việt Nam thời nhà Nguyễn
Mặc dù từ năm 1804, Gia Long đã đặt quốc hiệu Việt Nam và quy định việc sử dụng nó, thế nhưng, người phương Tây vẫn sử dụng tên gọi Cochin China cho quốc gia của nhà Nguyễn. Thậm chí đến thời Minh Mạng (1822), khi dịch thư từ, các quan chức nhà Nguyễn vẫn dùng danh xưng An Nam mà không đề cập đến tên hiệu Việt Nam. Đến tận năm 1832, tên gọi Việt Nam (thay thế cho An Nam) mới được các quan nhà Nguyễn đề cập cho sứ giả Hoa Kỳ Edmund Roberts khi ông này ghé Phú Yên.
Đối với tên gọi Cochin China (được dùng hầu hết trong sách) của nước này, Crawfurd dẫn chứng tài liệu Nouvelles Letters Édifiianttes (Paris 1821), là do người Bồ Đào Nha đặt ra để phân biệt với xứ Cochin ở Malabar. Cư dân bản địa gọi nước này là Dang-traoing [Đàng Trong], hay Nước Trong, đối nghịch với Tonquin, tức Nước Ngoài [Đàng Ngoài].
Trong thư của Toàn quyền Ấn Độ, hầu tước Hastings, gửi cho vua nhà Nguyễn, ông ghi là "Gửi cho Hoàng đế Anam, Kamboja, và Laos, vân vân"...
Như vậy, Cochin China vốn là tên gọi của riêng Đàng Trong nhưng sau này nó được người phương Tây (cụ thể là Anh, Hoa Kỳ) dùng để gọi tên quốc gia của nhà Nguyễn, gồm cả ba vùng Tonquin, Cochin China và Kamboja.

##### Dân tộc, tôn giáo và văn hóa nước Việt Nam thời Minh Mạng
Bên cạnh quốc gia An Nam [Đàng Trong và Đàng Ngoài], nước Cochin China còn có các dân tộc ở những lãnh thổ khác.
Người Kambojans khá đông, còn gọi là Kammer, Kammen, Komen, Tang-po-cha, Kamboja và Cambodia. Người Kambojans có ngôn ngữ riêng nhưng vẻ ngoài và văn hóa gần với người Xiêm. Người Kambojans từng có một quốc gia hùng mạnh rồi dần sụp đổ. Năm 1750, Việt Nam chiếm Dong-nai và các tỉnh trên sông Saigun. Năm 1777, vua Ong-tong [Outey II] mất, viên Tể tướng [Baen] nắm quyền và thần phục nước Xiêm. Tới năm 1809, vua Ang Chan II mới nắm quyền và thần phục Việt Nam, còn Tể tướng Baen thì theo Xiêm chống lại. Quan Tai-kun [Tả Quân] mang hơn 30.000 quân sang Kamboja giúp Ang Chan II. Việt Nam và Xiêm sau đó hòa đàm, để Kamboja triều cống Việt Nam và Xiêm chiếm tỉnh Batabang. Người Kambojans bị cai trị rất nghiêm khắc. Vua chỉ là bù nhìn; quân và quan người Việt cai trị nước này dưới sự chỉ đạo từ Tổng trấn Saigun. Hai thành phố lớn ở Kamboja là kinh đô Pe-nom-peng (hoặc Ca-lom-pé) và cố đô Pon-tai-pret [Oudong]. Phía đông bắc Pe-nom-peng là hai hồ nước ngọt, lớn nhất là Tan-le-sap hoặc Hồ Sri Rama.
Người Champa, tiếng An Nam gọi là Loye hoặc Loi [Lời, Hời], sống từ Mũi St. James tới Phu-yen. Trước khi bị người Việt chinh phục, người Champa đã có một chính quyền ở vịnh Phan-rye. Họ theo một dạng tôn giáo Hindooism gần giống với Phật giáo hay Jain giáo, từng có ở đảo Java trước khi bị Islam hóa. Tiếng Champa khác với tiếng Việt và tiếng Khmer. Người Champa từng có sự giao thương mạnh với quần đảo Malaysia. Từng có công chúa Champa làm hoàng hậu ở Java. Người Champa cũng sống ở nhiều nơi quanh vịnh Xiêm và cộng cư với người Malayan. Nước Champa bị chinh phục bởi người Việt vào khoảng thời gian họ [người Việt] chiếm Dong-nai. Người Champa phải lùi xa bờ biển để người Việt chiếm lấy. Như người Kambojans, người Champa cũng bị cai trị khắc nghiệt, thường hay nổi dậy. Chính quyền Việt Nam phải xây dựng nhiều đồn lính trên các đồi, cửa ải để canh phòng họ.
Còn một giống người khác sống ở lãnh thổ của người Việt là người Moi [Mọi]. Họ chưa có văn minh nhưng vô hại, sống nhiều ở Dong-nai.
Những giống người ngoại quốc khác sống ở Việt Nam là người Mã Lai, người lai Bồ Đào Nha theo Công giáo, và người Hoa.
Công giáo được truyền bá vào Việt Nam khoảng năm 1624 bởi các thầy tu Bồ Đào Nha từ Macao và sau sự bức hại người Bồ Đào Nha ở Nhật Bản. Sau đó là các đợt di cư của người Bồ Đào Nha từ Malacca, tạo nên giống người lai ở nước này, mà con cháu của họ vẫn còn; khó phân biệt giống người lai này, ngoại trừ dựa vào tôn giáo của họ. Gia Long và Minh Mạng chưa có chính sách khuyến khích hay cấm đoán Công giáo. Sự cấm đa thê gây mâu thuẫn lớn với tập tục của người bản xứ. Chính quyền nhà Nguyễn thù ghét Công giáo vì nó tạo ra một tầng lớp người ngoại quốc, có sức mạnh và tham vọng. Người Công giáo là những người nghèo khổ nhất. Họ không có quyền hạn chính trị kể từ sau cái chết của Hoàng tử Cảnh, người từng theo Giám mục d'Adran sang Pháp.
Người Hoa là giống người ngoại quốc đông nhất Việt Nam, nhưng ở Xiêm và bán đảo Mã Lai họ còn đông hơn. Nhà Nguyễn cảnh giác và đàn áp nghiêm khắc họ vì sự ghen ghét với nền công nghiệp của người Hoa. Người Hoa mới đến định cư được miễn quân dịch, và con cái của họ được quyền đóng tiền để miễn đi lính, trong khi người bản địa thì không có quyền đó. Con cháu người Hoa nếu chưa kết hôn thì được tự do rời Việt Nam. Ở Tonquin có khoảng 25.000 người Hoa làm việc ở các mỏ sắt, bạc, vàng. Ở Cachao có khoảng 1.000 người Hoa làm nghề buôn bán. Số người Hoa ở Huế là 600, Fai-fo là 3.000, Saigun là 5.000; cả nước không quá 40.000 người Hoa. Đặc biệt, các mỏ kim loại (vàng, bạc, sắt,...) đều do người Hoa khai thác. Họ đến chủ yếu từ các tỉnh Hải Nam, Kiang-nan, Phúc Kiến.
Dân tộc An Nam, chỉ chung cho cả người Đàng Trong lẫn người Đàng Ngoài, có vóc người thấp lùn, có chiều cao thấp nhất nếu so với các giống dân Trung Á. Tứ chi của họ mạnh mẽ, khéo léo. Họ có vẻ giống với dân Mã Lai nhất, nhưng hiền hậu, lạc quan, và hài hước hơn. Phụ nữ An Nam đẹp đẽ hơn đàn ông, kể cả người nghèo cũng có dáng đẹp. Về trình độ mỹ nghệ thuật, người An Nam giỏi hơn hết thảy các dân ở Xiêm, Đông Nam Á hải đảo, Đại Ấn Độ; chỉ thua người Trung Quốc và Nhật Bản. Về quân sự, người An Nam rất giỏi sao chép các loại vũ khí. Nhưng họ không biết luyện kim và súng hỏa mai họ làm ra chỉ có vẻ ngoài, vô dụng. Họ chỉ biết dựa vào các thiết kế có sẵn của người châu Âu, người Hoa để làm việc. Họ lệ thuộc hoàn toàn vào vũ khí mua của nước ngoài.
Ngôn ngữ An Nam là thứ tiếng đơn âm tiết, gần giống với các phương ngữ Trung Quốc. Tiếng Việt không có biến tố, dễ tiếp thu bởi người nước ngoài, trừ phần phát âm. Người Việt không có chữ viết, họ lấy tất cả sách vở từ người Trung Quốc, thầy của họ. Họ chế ra một số chữ mới [Nôm] bằng cách kết hợp các chữ Hán gốc với nhau. Do đó, học giả người Việt có thể đọc được chữ Hán, còn học giả Trung Quốc khó mà đọc được chữ Nôm. Một cuốn từ điển tiếng An Nam đã được cha sứ Alexander De Rhodes, một trong những nhà truyền giáo đầu tiên ở Việt Nam, biên soạn sang tiếng Latin. Cuốn từ điển tốt nhất là cuốn của Giám mục Adran, từ điển Việt Pháp, được dùng phổ biến sau cách mạng Pháp.
Trang phục của người An Nam, cả nam lẫn nữ, giống với trang phục của người Trung Quốc trước khi Trung Quốc bị người Tartar chinh phục. Hai giới ăn mặc khá giống nhau. Họ mặc áo dài. Tóc được họ để dài và búi lại sau đầu. Cả hai giới đều đội khăn vành, thường là màu đen hay lam. Tầng lớp thấp thì không đội khăn vành. Khi đi ra đường, nam nữ đội nón lá. Quần áo của họ làm bằng tơ lụa hoặc vải bông; họ dùng tơ lụa nhiều hơn các nước khác. Tất cả đàn ông và những phụ nữ không phải dân lao động luôn mang trên tay hoặc vắt trên vai một cái túi lụa để chứa trầu, thuốc lá [hoặc vôi], tiền. Phụ nữ là dân lao động bị cấm mang loại túi này; đàn ông lao động gặp người cấp cao hơn phải lấy túi khỏi vai và giấu nó đi, xem như nể trọng người kia. Họ mang guốc và không có tục bó chân. Màu sắc hoàng gia là vàng và cam. Quốc kỳ có màu trắng. Trang phục có thêu hình rồng chỉ dành cho số ít quan lớn. Màu trắng là màu tang tốc.
Người Việt nhai không ngừng loại hỗn hợp quả cau, trầu không và vôi. Họ không cho thêm chất cao su vào thứ hỗn hợp đó, khác với người Mã Lai, người ở Đông Nam Á hải đảo, và người Kambojans kế bên. Người Việt Nam nghiện nặng thuốc lá. Họ không chỉ nhai thuốc lá với trầu, mà còn dùng giấy quấn nó thành các điếu nhỏ để hút. Hiếm có người Việt có địa vị nào mà không hút thuốc.
Về tính cách, người Việt ôn hòa và ngoan ngoãn. Những người ở tầng lớp thấp thể hiện điều này rất sinh động. Họ luôn trò chuyện và cười đùa, cứ như họ chẳng có gì để than phiền, cứ như họ đang sống dưới một chế độ hiền hòa và phúc lợi tốt nhất thế giới, thay vì họ đang là nô lệ của một chế độ đàn áp và bạo ngược bậc nhất. Lối sống vui vẻ đó lại không được cho phép thể hiện, người nghèo sẽ bị đánh roi nếu giỡn hớt, còn người giàu thì nhiễm thói nghiêm nghị của người Trung Quốc. Người Việt là những kẻ ở dơ. Giống với các dân Ấn Độ, họ cũng hay tắm gội; nhưng họ lại để tóc dài, da, bàn tay, móng tay dài khiến họ không sạch sẽ... Người Việt còn có sự thô lỗ và khiếm nhã khi trần truồng tắm hoặc bơi xuồng trên sông. Thực đơn của họ cũng dơ và bừa bãi. Họ ăn côn trùng, thịt cá sấu, khoái khẩu món trứng vịt lộn; và loại nước chấm [nước mắm] yêu thích của họ là một dạng nước tương, nhưng làm từ nước rỉ ra từ cá ươn thối, mà hương vị và mùi thì không ai chịu nổi. Như người Xiêm, người Việt rất tự hào về dân tộc mình, và cho rằng mình là giống người hàng đầu thế giới, thậm chí không chịu thua kém người Trung Quốc. Họ xem người Kambojans, người Xiêm là mọi rợ. Thế nhưng, dân Việt Nam dễ chịu hơn dân Xiêm; bởi người Việt đối xử với người nước ngoài hòa đồng, hài hước và sốt sắng. Quan chức nhà Nguyễn tham lam, nhưng Crawfurd chưa có cơ hội thấy; ngược lại, ông chỉ thấy họ tử tế và tốt bụng khi chỉ nhận chút ít quà cáp và hay đòi trả lại.
Về tôn giáo của người Việt, Crawfurd thấy rằng họ không sùng tín như người dân ở Xiêm hay Ấn Độ. Tuy nhiên, người Việt và người Trung Quốc rất mê tín, tuy nhiên họ không thật sự sùng đạo. Các chức sắc tôn giáo dẫu được tôn trọng, nhưng cũng không hơn người bình thường là bao. Bên cạnh đó, Crawfurd thấy người Việt còn có các miếu thờ các thế lực siêu nhiên tầm thường và các ác thần; họ đốt giấy vàng bạc, thấp hương và cầu khấn. Thứ tôn giáo duy nhất có hệ thống và ăn sâu trong tâm trí người Việt Nam là đạo thờ cúng tổ tiên; được toàn thể dân chúng áp dụng, chính quyền bắt buộc. Bên cạnh đó, đạo Phật và đạo Khổng thịnh hành ở Việt Nam, không khác mấy so với ở Trung Quốc. Kẻ nghèo, phụ nữ, người mù chữ theo đạo Phật; kẻ làm quan, người có học theo đạo Khổng. Theo Crawfurd, đạo Phật ở Việt Nam chỉ là thiểu số, không phải là đạo của giới cầm quyền nên đạo này không nhận được sự hỗ trợ hay giao thoa với đạo Phật ở các nước phía tây.

##### Thể chế chính trị và sức mạnh quân sự của nhà Nguyễn
Chính quyền nhà Nguyễn vô cùng chuyên chế, cả về lý thuyết lẫn thực tế. Nó bắt chước mọi thứ theo chính quyền Trung Quốc; với mục tiêu cai trị đất nước như một gia đình. Nhà vua sở hữu tất cả mọi thứ. Quan chức gồm hai loại văn và võ, chia thành 10 cấp bậc. Mỗi tỉnh có một vị quan võ làm Tổng trấn, hai vị quan văn làm phó. Tỉnh lại chia làm các Huyện, và huyện lại chia làm các Tou [Tổng], tổng lại chia làm các thôn. Triều đình cử quan cai trị tỉnh, huyện, tổng; người dân tự chọ ra người đứng đầu thôn. Chính quyền tổng thể của nhà Nguyễn gồm có một Hội đồng tối cao và sáu bộ: bộ Lại; bộ Lễ; bộ Hộ; bộ Binh; bộ Hình và bộ Công. Ngoài ra còn có ba vị quan cao cấp gọi là Kun [Quân]. Họ là Tổng trấn Bắc Thành [Chưởng Hậu quân], Tổng trấn Gia Định Thành [Chưởng Tả quân] và Chưởng Tượng quân kiêm Ngoại trưởng.
Toàn bộ đàn ông, từ 18 đến hơn 60 tuổi, đều phải phục vụ lao dịch, quân dịch cho triều đình. Sự cưỡng bức phục vụ quân đội gây ra nhiều hệ lụy, tinh thần và kỹ năng của quân lính kém cỏi. Vệ binh Hoàng gia có khoảng 30.000 quân ở kinh đô. Tổng số tượng binh khoảng 800, trong đó 130 con ở kinh thành. Nhà Nguyễn không có kỵ binh. Về thủy binh, quân lính được tổ chức từ các vùng ven biển thành các trung đoàn thủy quân. Tàu chiến có từ 16-22 súng, chứa được 200 lính; thuyền chiến lớn, loại 50-70 ta chèo, có trang bị thần công, chứa được 100 lính... Sau khi Gia Long chinh phục xong Bắc Thành, 150.000 quân được túc trực sẵn sàng chiến đấu. Sang thời Minh Mạng, số quân này bị giảm chỉ còn 40.000-50.000 và kém hiệu quả. Quân đội nhà Nguyễn được trang bị súng hỏa mai, lưỡi lê hoặc giáo. Súng được bảo quản tốt, quân lính có kỷ luật và diễn tập theo chiến thuật châu Âu. Người lính thời Nguyễn nhìn chung dễ bảo và biết nghe lệnh; tuy thấp bé nhưng mạnh mẽ, linh hoạt, và khóe léo bền bỉ.
Crawfurd đánh giá rất cao người lính nhà Nguyễn. Tuy nhiên, ông cho rằng quân đội nhà Nguyễn dù cho có kỷ luật tốt và học theo cách châu Âu, nhưng người lính không có đủ can đảm. Và quân Nguyễn cũng chỉ đe dọa được các nước nhỏ kế bên, họ không có cơ hội nào để chống lại một lực lượng châu Âu. Thậm chí, Crawfurd tin rằng, ở châu Á, Việt Nam là quốc gia dễ dàng bị chinh phục bởi quân châu Âu nhất. Hai vùng Bắc Thành và Gia Định Thành nằm cách xa, hay có nổi loạn. Các đồn binh và kho vũ khí, kể cả kinh đô, đều nằm sát bờ biển, rất có khả năng bị tập kích. Quân Nguyễn không thể đấu lại kỹ thuật và lòng can đảm của quân châu Âu; khi họ bị thua, triều đình sẽ mất nguồn lực, đồng nghĩa với việc đất nước bị đánh bại. Miền Trung phụ thuộc vào các nguồn cung và lương thực từ miền Bắc và miền Nam theo đường biển. Đường biển này dễ bị cắt đứt, nhất là Gia Định Thành, chỉ cần một lực lượng bình thường cũng làm được, có khi còn hỗ trợ người dân nổi dậy. Chapman khi đến Đàng Trong hồi đầu cuộc khởi nghĩa Tây Sơn, cho rằng chỉ cần hợp tác với một bên và có 50 quân bộ châu Âu, nửa đội pháo binh, và 200 quân Sepoys là có thể chinh phục vương quốc này. Crawfurd cho rằng, đối với thời Minh Mạng, chỉ cần một lực lượng quân châu Âu với 5.000 người, và một đội tàu chiến cỡ nhỏ cũng dư sức chinh phục và thiết lập sự cai trị vĩnh viễn nước này. Crawfurd nhìn thấy một viễn cảnh mà nước Việt Nam bị cai trị bởi một chính quyền của người châu Âu, nhất là người Pháp. Nước Việt Nam với sự ngoan ngoãn của người dân, tài nguyên dồi dào, nhiều cảng biển tốt, vị trí địa lý trung tâm và thuận lợi, rồi sẽ bị một thế lực nào đó thiết lập sự cai trị, và nó sẽ gây phương hại, cạnh tranh thương mại với thuộc địa Ấn Độ của đế quốc Anh.

##### Lịch sử Việt Nam theo John Crawfurd
Theo Crawfurd, nước Việt Nam thời Nguyễn chủ yếu gồm hai nước An Nam [Đàng Trong và Đàng Ngoài] và Kamboja [Gia Định Thành và một phần Chân Lạp] hợp lại. Nước An Nam là nước đông dân, mạnh và văn minh hơn cả. Dân chúng ở Tonquin [Đàng Ngoài] và Cochin China Proper [Đàng Trong] thực ra là cùng một chủng người, chung ngôn ngữ, chung luật lệ và lối sống; thế nhưng hai xứ này lại có thời gian chia cắt và thù nghịch nhau.
Nước An Nam bị Trung Quốc xâm chiếm năm 214 TCN [Nhâm Hiêu bình định vùng Lĩnh Nam]. Chính quyền đô hộ của Trung Hoa ở An Nam chắc chắn là yếu kém bởi người dân thường xuyên nổi dậy. Năm 263 [Lữ Hưng hàng Tào Ngụy], An Nam giành độc lập nhưng phải triều cống Trung Quốc. Năm 1280, chính quyền Tartar Trung Quốc [nhà Nguyên] thất bại trong việc xâm lược An Nam. Năm 1406, người Trung Quốc [nhà Minh] lợi dụng sự rối loạn ở Tonquin và đánh chiếm nước này. Thế nhưng, Trung Quốc thất bại trong việc thiết lập nền cai trị vĩnh viễn ở Tonquin và phải từ bỏ vào năm 1428, để Tonquin cho các lãnh tụ bản xứ [nhà Lê] cai trị và triều cống Trung Hoa. Năm 1471, Tonquin [nhà Lê] hoàn toàn chinh phục Cochin China [Chămpa]. Năm 1540, một cuộc nổi dậy ở Tonquin đã làm giảm sự lệ thuộc và triều cống Trung Hoa thành 3 năm một lần. Năm 1553, Cochin China [Nguyễn Hoàng] lặt đổ ách thống trị của Tonquin và giành độc lập. Gia đoạn này, ở Tonquin thành lập một dạng chính quyền giống với Nhật Bản và Đế quốc Maratta; người đứng đầu đất nước trên danh nghĩa là Dova hoặc Boua [Vua Lê]; người nắm thực quyền lãnh đạo là Chua hoặc Choua [Chúa Trịnh]. Tới năm 1748, vị Boua mới giành lại được quyền.
Cả hai nước Tonquin [Đàng Ngoài] và Cochin China [Đàng Trong] có chính quyền riêng nhưng rồi cũng bị đập tan năm 1774 và cùng thống nhất lại. Một nhóm quân bất mãn ở Cochin China kêu gọi quân Tonquin hỗ trợ và thần phục họ; quân Tonquin bắt đầu xâm chiếm Cochin China. Những nhân vật đứng đầu trong cuộc nổi dậy là ba anh em nhà Tây Sơn. Người anh cả và em út là những kẻ gan dạ nhất, có xuất thân tầm thường. Người anh cả là thợ rèn, hai người em là nông dân. Sự tống tiền của quan chức đã bức họ đi theo con đường ăn cướp; và họ đã thành công trong việc đánh bại quân triều đình. Người anh cả Nhạc hoặc Ignack đã đánh bại quân đội của vua Cochin China [Nguyễn Phúc Thuần?] và bắt (giết) ông này. Con trai vua Cochin China [Nguyễn Phúc Dương?] tới giải cứu cha mình cũng bị Nhạc bắt làm tù binh và giết. Vợ của ông này trốn thoát với đứa con trai, người sau này là Gia Long.
Nguyễn Ánh sau đó nương tựa và được dạy bảo bởi Giám mục Adran, một nhà truyền giáo dòng Franciscan. Tên thật của vị Giám mục này là Georges Pierre Joseph Pigneaux de Behaim, quê gốc ở Brussels hoặc Auragrey, giáo khu Laon. Năm 1778, Toàn quyền Ấn Độ khi ấy là Warren Hastings cử Chapman đến Đàng Trong, sứ giả này đã thấy Dong-nai, Saigun và phía Nam Đàng Trong vẫn còn được quân Đàng Trong nắm giữ. Qui Nhơn và miền Trung bị Nhạc chiếm, trừ Huế; phần phía Bắc Đàng Trong thì bị chiếm bởi quân Đàng Ngoài. Đất nước lâm vào cảnh lầm than, nạn đói hoành hành, thịt người được bán ở Huế...
Năm 1781, Nguyễn Ánh tập hợp một lực lượng nhỏ, phần đông là lính Bồ Đào Nha, tấn công Nhạc nhưng thất bại và chạy sang Xiêm. Ông ta ở Xiêm một vài năm, vua Rama I chỉ giúp Nguyễn Ánh một ít quân, mà số quân Xiêm này lại tham tàn, gây hại cho đồng minh hơn là kẻ thù. Chưa kể, vua Rama I đã lấy một người cháu gái của Nguyễn Ánh làm thiếp (Ngọc Thông, con gái Tôn Thất Xuân), nay lại muốn hoàng tử Cảnh làm phò mã nước Xiêm. Nguyễn Ánh khướt từ chuyện thông gia đó và lẻn bỏ về Phú Quốc trong đêm. Nhà Nguyễn mắc nợ nước Xiêm ít hơn món nợ với Giám mục Adran. Năm 1787, Ánh giao con cả là Cảnh cho Giám mục để sang Pháp xin viện trợ của vua Louis 16. Họ và triều đình Versailles đã có một hiệp ước tương trợ. Nước Pháp cung cấp cho Nguyễn Ánh 20 tàu chiến, 3 trung đoàn lính Âu, 2 trung đoàn lính Á, và 1 triệu đô với một nửa là tiền mặt, nửa kia là chiến cụ. Đổi lại, Nguyễn Ánh nhượng cho nước Pháp bán đảo Hàn, vịnh Turan và vùng lân cận; cho Pháp được đóng quân và hỗ trợ quân cho Pháp khi có chiến tranh ở Ấn Độ; cho Pháp các quyền lợi về thương mại.
Những kẻ nổi dậy [Tây Sơn] không ngồi im. Người em út Long-nhung [Long Nhương], xưng hiệu là Quang-trung, là người có năng lực và mạo hiểm nhất trong 3 anh em, đã làm chủ cả miền Trung và Bắc Cochin China [Đàng Trong]; rồi sau đó, ông ta đánh chiếm được Tonquin [Đông Kinh, Đàng Ngoài] năm 1788 và xưng Vua. Vua Tonquin [Lê Chiêu Thống] sau đó chạy sang Trung Quốc cầu viện. Năm 1789, Trung Quốc gửi hơn 40.000 quân sang giúp cựu vương Tonquin. Quang-trung từ Cochin China tiến quân ra Tonquin đánh tan quân Trung Quốc và gần như tiêu diệt họ. Nền hòa bình được lập lại trên đất nước. Chiến công này của Quang-trung, cho dù ông ta là một người nổi loạn, vẫn còn được người dân Cochin China [dưới thời Minh Mệnh] tự hào.
Hiệp ước với nước Pháp chỉ đem lại kết quả là vài sĩ quan Pháp đi theo Giám mục Adran và Hoảng tử Cảnh về nước [An Nam] năm 1790. Nếu hiệp ước này được triều đình Pháp thực hiện đầy đủ, chắc chắn nước An Nam sẽ thành một tỉnh của Pháp. Và nước Anh khi ấy sẽ can thiệp, có thể ủng hộ Tây Sơn, và sẽ thiết lập ảnh hưởng của mình ở đây. May thay cho Nguyễn Ánh, hiệp ước đã không được nước Pháp thực thi đúng. Những người châu Âu (Pháp, Anh, Ai-len,...) hỗ trợ Nguyễn Ánh không bao giờ vượt quá 14-15 người, không ảnh hưởng đến sự tự chủ của ông ta. Họ đã giúp ông ta xây dựng được một đội thủy quân kỷ luật, nhiều thành trì kiểu châu Âu. Dù quân số ít, quân Nguyễn đã áp đảo quân Tây Sơn về chiến thuật. Nguyễn Ánh chiếm Saigun, xây thành trì kiểu Âu rồi sau đó chiếm và xây thành trì ở Nha Trang và Quy Nhơn. Mặc dù có rất nhiều ưu thế, phải mất 12 năm để Nguyễn Ánh tiêu diệt nhà Tây Sơn. Quin-hone [Quy Nhơn], kinh đô của Nhạc, bị đánh chiếm năm 1796; Hué [Huế], kinh đô của Huệ, người đã chết năm 1792 và con trai lên nối ngôi, mãi đến năm 1801 mới bị chiếm; còn Tonquin chưa chịu khuất phục tận năm 1802. Những sự thật này, rất đáng ngờ vực rằng, đại đa số dân chúng không đời nào đã vô cùng khao khát khôi phục lại vương quyền cho vị vua chính danh [Nguyễn Ánh] như những người châu Âu ủng hộ ông ta đã nói; hoặc cũng không phải do chính quyền Tây Sơn quá ghê tưởm hay mất lòng dân chúng. Tôi [Crawfurd], thật sự, được chứng thực bởi những thương nhân người Hoa mà tôi trò truyện ở Huế, họ đã sống ở nước này dưới cả 2 triều [Tây Sơn và nhà Nguyễn], rằng vua Tây Sơn quản lý đất nước công bằng và điều độ hơn vị vua hiện tại [Minh Mệnh] hoặc cha ông ta [Gia Long]. Thật vậy, chắc chắn là người dân CoChin China nhận được rất ít lợi lộc khi khôi phục lại một gia tộc [chúa Nguyễn] mà ai cũng biết là đã cai trị tồi để dẫn đến nổi loạn; và họ [nhà Nguyễn] cũng bị xem là người đã khôi phục và duy trì chủ quyền bằng những cách thức xa lạ với các chính quyền thuần Á Đông [cầu viện ngoại bang Pháp, Xiêm,...].
Tới năm 1809, Gia Long lợi dụng sự chia rẽ ở Kamboja để chiếm lấy một phần đất giàu có của nước này. Ông ta mất năm 1819. Công trạng của Gia Long chắc chắn bị thổi phồng quá mức, nhưng không thể chối cãi ông ta là một người tài giỏi, can đảm, kiên nhẫn, ngăn nắp và thông minh. Công lao lớn nhất của Gia Long là sự tiếp nhận các kiến thức, chiến thuật châu Âu vào quân sự và xây dựng thành trì. Qua đó mà ông ta có được một đội quân thường trực mạnh và hiệu quả bậc nhất ở châu Á, dù cần rất ít sự hỗ trợ của văn minh và khoa học châu Âu. Tuy nhiên, tài năng của Nguyễn Ánh chỉ đủ để chinh phục lại một vương quốc chứ không đủ để cai trị nó. Tầm nhìn của ông ta ích kỷ, hạn hẹp và bạo ngược; và chế độ mà ông ta xây dựng quả thực là một chính quyền quân sự chuyên chế bậc nhất. Những sĩ quan Pháp thân cận nhất của Gia Long nhiều lần mạo hiểm khuyên ông ta nên khuyến khích phát triển công nghiệp, nhưng ông ta luôn từ chối và cho rằng, kẻ nghèo ngoan ngoãn hơn người giàu. Dù rằng họ cho ông ta biết, các nước nghèo ở châu Âu mới là các nước hay có nổi loạn nhất, ông ta cũng bảo là chuyện đó khác với ở Việt Nam. Khi còn hoạn nạn, vương tử Nguyễn Ánh được ghi nhận là rộng lượng, nhưng khi có đủ quyền lực trên ngai, Gia Long hành động tàn bạo và thù hằn như bao tên bạo chúa phương Đông. Ông ta đào mồ, chặt xác nhà Tây Sơn. Gia quyến của họ (bất kể trẻ em hay phụ nữ mang thai) bị cho voi giày, kẻ liên quan bị lưu đày khắp xứ.
Người con trai chính thống của Gia Long, vị hoàng tử [Cảnh] theo Giám mục Adran đi Pháp năm 1787, đã mất năm 1799 ở tuổi 22. Hoàng tử Cảnh đã cải theo theo Công giáo, khiến Gia Long đau lòng. Và Hoàng tử không thể hiện được tài năng hay có được dòng dõi nào. Ngai vàng được Gia Long trao cho Meng-meng, đứa con không chính thống [dòng thứ]. Meng-meng lúc Crawfurd đến Việt Nam (1822) đã 32 tuổi, có vóc người khá thấp lùn, sở hữu khuôn mặt người Việt bình thường, và có vết thẹo của bệnh đậu mùa. Theo quan điểm của người Việt, ông ta được giáo dục tốt; nghĩa là ông ta biết viết chữ Trung Quốc, cũng như hiểu luật pháp, tôn giáo, tập tục và nghi thức của Trung Hoa, vốn là mẫu mực của người An Nam. Việc thừa kế ngai vàng của ông ta không gây đổ máu hay chống đối; thậm chí ông ta còn thể hiện thái độ nhẫn nhịn và rộng lượng với gia tộc. Không ai [con cháu Hoàng tử Cảnh] bị giết mà còn được tăng tiền trợ cấp. Năm 1821, Meng-meng đến Tonquin để nhận sắc phong tận tay từ sứ giả Bắc Kinh để được làm quốc vương An Nam [thấp hơn Hoàng đế Trung Hoa]. Trong lễ sắc phong, sự yêu thích nô lệ vào Trung Hoa của Meng-meng, khiến ông ta phục tùng sự ban phát chức tước từ triều đình [Trung Hoa], sự nhượng bộ mà cha ông ta, người mạnh mẽ và độc lập hơn, luôn từ chối; và do đó, Gia Long chưa bao giờ được phong tước [bởi Trung Hoa], theo tập tục cổ xưa.

##### Nhận định về nền kinh tế Việt Nam thời Minh Mạng[63]
Ngoại thương Việt Nam kém xa Xiêm. Những thương cảng chính ở Việt Nam là Saigun, Kang-kao hoặc Hà Tiên, Ya-trang [Nha Trang], Phu-yen, Quin-hone [Qui Nhơn], Fai-fo [Hội An], Huế, Cachao [Kẻ Chợ]. Giao thương nội địa chủ yếu dựa vào sông Cửu Long, sông Hồng, và vùng biển ven bờ. Crawfurd cho rằng có khoảng 200 thuyền buôn đi lại giữa kinh đô Huế và Saigun, tức là số lượng hàng hóa chỉ từ 30-45 tấn. Giao thương giữa Huế với Tonquin vào khoảng 50-75 tấn hàng hóa. Có điều, tất cả hoạt động thương mại đều nằm trong tay người Hoa. Việt Nam còn có sự giao thương với nước ngoài như Trung Quốc, Xiêm, các cảng của nước Anh ở eo biển Malacca.
Việt Nam chủ yếu xuất khẩu sang Trung Quốc các sản phẩm thô, bạch đậu khấu, hạt cau, đường, gỗ trang trí, trầm hương, gỗ mun, vải, gạo, sticlac, ngà voi, da động vật, sừng, thịt nai, lông chim, quế, khô cá, muối, đồ sứ... Đổi lại, Việt Nam nhập khẩu thuốc phiện, len, tơ lụa, trà,... Tổng cộng, có khoảng 116 thuyền buôn Trung Quốc với 20.000 tấn hàng trao đổi với Việt Nam; chưa tới một nửa lượng hàng hóa giao thương giữ Trung Quốc với Xiêm.
Nền ngoại thương của Việt Nam hoàn toàn do người Hoa đảm nhiệm, họ là thương nhân và thủy thủ. Người Việt Nam hiếm khi dám đi ra khỏi vùng ven biển nước mình.
Các sản phẩm bị cấm xuất khẩu là tiền đồng, vàng bạc nén, đồng, trầm hương, gạo và muối. Việc cấm các sản phẩm này có lẽ chỉ là hình thức. Ngoài ra cũng có lệnh cấm "xuất khẩu" nam nữ [cấm buôn người]. Thuốc phiện bị cấm nhập khẩu.

##### Dân cư Việt Nam thời Minh Mạng[64]
Đàn ông Việt Nam cưới vợ ngay khi có đủ tiền, thường cần khoảng 40-50 quan tiền. Đàn ông bình dân hiếm khi kết hôn trước 20 tuổi, thường là 30. Người giàu thì thường kết hôn từ tuổi 15. Phụ nữ bình dân thường kết hôn từ 17-20 tuổi. Độ tuổi kết hôn ở Việt Nam có lẽ là thấp nhấp ở châu Á, cho thấy sự kiểm soát tăng dân số của nước này. Đa thê được cho phép, và những người vợ chỉ được xem là tài sản của các ông chồng. Vợ cả thường có địa vị cao hơn vợ bé, và vợ bé không khác gì hầu gái của bà lớn. Một cô gái không thể kết hôn mà trái ý cha mẹ. Hôn nhân là điều không thể phá vỡ, trừ phi cả hai vợ chồng cùng đồng ý ly hôn. Trước khi lấy chồng, phụ nữ Việt Nam được phép tự do, phóng túng. Sự mất trinh tiết của người con gái không phải là tội lỗi hay rào cản hôn nhân. Khi một cô gái chưa kết hôn có thai, tình nhân sẽ bị bắt phải cưới cô ấy với tiền cưới ít hơn bình thường. Nếu việc mang thai là chuyện bất lợi thì việc bí mật phá thai được nhiều người chấp nhận. Việc giết trẻ sơ sinh dù phổ biến ở Trung Quốc nhưng lại hiếm khi xảy ra ở Việt Nam, và nếu có, đó sẽ bị xem là phạm tội. Sau khi kết hôn, phụ nữ Việt Nam mất hết tự do. Tội ngoại tình sẽ bị giết, cả hai người phạm tội; đôi khi cũng được giảm nhẹ bằng hình phạt thể xác. Tội này không chỉ bị xem là vô đạo đức mà còn là ăn cướp tài sản [của người chồng]. Phụ nữ Việt Nam không bị giam hãm trong nhà như phụ nữ Tây Á. Một người chồng Việt Nam có thể đánh vợ rất nặng mà không bị luật pháp trừng trị. Khi ở làng Candyu [Cần Giờ], Crawfurd đã thấy một phụ nữ cỡ 24-25 tuổi bị một nhóm đàn ông, đàn bà bắt nằm sấp mặt xuống đất, còn tên vũ phu thì nện ít nhất 50 roi lên cô ta. Chuyện đó xảy ra ngay giữa chợ nhưng ít có ai quan tâm.
Đàn ông Việt Nam phải làm nhiều việc lao dịch cho triều đình. Do đó phụ nữ phải làm thay đàn ông nhiều việc nặng nhọc như cày bừa, gặt hái, khuân vác, bán buôn, đổi tiền. Hầu hết các trường hợp, phụ nữ làm việc giỏi và thông minh hơn đàn ông. Nhưng điều khiến Crawfurd kinh ngạc nhất, chưa bao giờ biết ở đâu trên thế giới, đó là phụ nữ và đàn ông ở Việt Nam được trả lương bằng nhau. Không như những nơi khác trên thế giới, ở Việt Nam không có sự phân biệt lao động nam hay nữ. Nguyên nhân là do đàn ông bị cưỡng bức làm các công việc của triều đình quá mức, khiến phụ nữ phải làm việc nhà thay họ. Điều đó không có nghĩa là các ông chồng ở xứ này rất được các bà vợ yêu thương. Phụ nữ Việt Nam thích lấy chồng ngoại quốc hơn, nhất là người Hoa. Bởi vì người Hoa không bị bắt phải đi quân dịch hay lao động không công cho nhà nước; mà họ còn nuông chiều và chăm sóc vợ tốt hơn đàn ông bản xứ.
Không có nước nào ở châu Á phải gánh chịu sự tàn phá của những thảm họa nội chiến [Tây Sơn] như nạn đói, bệnh dịch, cơ cực nhiều như Việt Nam. Cuộc nội chiến vừa qua kéo dài 28 năm với sự tàn bạo từ cả hai phía. Nông nghiệp đình trệ, giao thông bị cắt đứt và nạn đói xảy ra. Chapman đã miêu tả lại thảm cảnh ở Việt Nam lúc đó trong sách Account of a Mission from the Gorvernor-general of India to the King of Cochin China. Hòa bình chỉ lập lại ở Việt Nam từ năm 1802, và dân số nước này đã tăng lên đáng kể. Sự tích trữ quá mức ngũ cốc của triều đình, với ý định phòng khi thiếu hụt hay nạn đói để đem ra phân phối, lại gây ra cái chết cho tự do thương mại [kinh tế thị trường]. Chính sách cấm xuất khẩu gạo khiến cho giá gạo trong nước không thay đổi theo mùa.
Crawfurd không thấy người ăn xin ở Gia Định Thành hay miền Trung, nhưng ông nghe người Hoa bảo rằng ở Bắc Thành có rất đông ăn mày. Sự đàn áp của triều Nguyễn còn tạo ra nhiều băng nhóm trộm cướp ở Gia Định Thành và Bắc Thành. Quan Thao Kun [Tả Quân] đã làm giảm số lượng tội phạm ở Gia Định Thành từ 300 xuống còn 3-4 vụ một năm. Đó không phải là do ông ta cải tiến việc cai trị hay làm giảm sự bất bình, mà là thường xuyên thực thi việc hành hình. Người Việt hiếm khi di cư, bởi do luật pháp hạn chế và họ cũng phải trông nom mộ phần.
Về dân số Việt Nam thời Minh Mạng, Vanier cho rằng dân số Việt Nam không quá 10 triệu. Crawfurd phỏng đoán, dân số Đế Quốc Việt Nam chỉ hơn 5.194.000 người và là một nước thưa dân. Theo Chaigneau: người Việt sống tập trung theo các con sông, cả nước có khoảng 15-20 triệu người. Dù đa thê được cho phép, nhưng đàn ông thực ra chỉ có một vợ; vợ lẽ chỉ là người giúp việc cho chủ. Khí hậu tốt và thực đơn chủ yếu gồm gạo và cá có lẽ là nguyên nhân tăng dân số Việt Nam. Thức ăn rẻ nên người ta không ngại sinh thêm con.

### Thống đốc thường trú tại Singapore
Crawfurd được bổ nhiệm là Thống đốc Thường trú Singapore vào tháng 3 năm 1823. Ông được lệnh giảm chi tiêu cho nhà máy hiện có ở đó, nhưng thay vào đó, ông lại đáp lời các đại diện thương mại địa phương, và chi tiền cho công việc cải tạo trên sông. Ông cũng ký kết thỏa thuận cuối cùng giữa Công ty Đông Ấn và Sultan Hussein Shah của Johor, với Temenggong (quý tộc Mã Lai), về tình trạng của Singapore vào ngày 2 tháng 8 năm 1824. Đó là đỉnh điểm của các cuộc đàm phán được bắt đầu bởi Raffles vào năm 1819, và thỏa thuận đôi khi được gọi là Hiệp ước Crawfurd. Ông cũng có dự vào Hiệp ước Anh-Hà Lan năm 1824 liên quan đến các phạm vi ảnh hưởng ở Đông Ấn.
Crawfurd cũng quen thuộc với Munshi Abdullah. Ông đã chỉnh sửa và đóng góp cho Biên niên sử Singapore của Francis James Bernard, tờ báo địa phương đầu tiên xuất hiện ngày 1 tháng 1 năm 1824. Đường Crawford [sic] và cầu Crawford [sic] ở Singapore được đặt theo tên ông.

### Nhiệm vụ Miến Điện
Crawfurd đã được phái đi trong một nhiệm vụ khác đến Miến Điện vào năm 1826, bởi Lord Amherst, người kế nhiệm của Lord Hastings, sau Chiến tranh Anh-Miến Điện thứ nhất. Đó là nhiệm vụ chính trị cuối cùng của ông cho Công ty Đông Ấn. Đoàn người bao gồm Adoniram Judson là thông dịch viên và Nathaniel Wallich là nhà thực vật học. Hành trình Crawfurd tới Ava theo sông Irrawaddy được thực hiện bởi tàu hơi nước có mái chèo, tàu Diana: nó đã được thuê bởi Công ty Đông Ấn cho cuộc chiến, nơi mà nó hoạt động và di chuyển 400 dặm lên Irrawaddy. Có năm thuyền địa phương, và những người lính tạo thành một nhóm hơn 50 người.
Crawfurd tại triều đình đã thấy Bagyidaw (vua thứ 7 của Triều Konbaung) tạm thời có vị trí yếu kém trước các lực lượng Anh ở Arakan và Tenasserim. Nhà vua chỉ thừa nhận một thỏa thuận thương mại, đổi lại sự chậm trễ trong thanh toán bồi thường; và đã gửi sứ đoàn của riêng mình đến Calcutta.
Đoàn thám hiểm đã bị trì hoãn trên hành trình trở về do phải sửa chữa tàu. Crawfurd thu thập đáng kể các hóa thạch, ở phía bắc Magwe bên bờ trái của sông, trong bảy chiếc rương. Quay trở lại London, William Clift đã xác định được một loài mastodon mới (chính xác hơn là Stegolophodon) từ chúng; Hugh Falconer cũng làm việc với bộ sưu tập. Phát hiện này, gồm xương và gỗ hóa thạch, đã được thảo luận thêm trong một bài báo của William Buckland, đưa ra chi tiết; và chúng đã mang đến cho Crawfurd tình bạn với Roderick Murchison, Thư ký Ngoại giao của Hiệp hội Địa chất. Họ cũng đã thu thập được 18.000 mẫu vật thực vật, nhiều trong số đó đã đi đến Vườn thực vật Calcutta.

## Cuộc đời lúc sau
Tại Vương quốc Anh, Crawfurd đã dành khoảng 40 năm cho các hoạt động khác nhau. Ông viết sách như một nhà phương Đông học, nhà địa lý học và nhà dân tộc học. Ông đã thử tham gia chính trị quốc hội, nhưng không thành công; ông kích động để buôn bán tự do; và ông là một nhà quảng bá và chống lại các kế hoạch thực dân, theo quan điểm của ông. Ông cũng đại diện cho lợi ích của các thương nhân người Anh có trụ sở tại Singapore và Calcutta.

### Ứng cử viên quốc hội cấp tiến
Crawfurd đã thực hiện một số nỗ lực không thành công để vào Quốc hội Anh vào những năm 1830. Tài liệu chiến dịch của ông đề cao quyền bầu cử phổ thông và lá phiếu bí mật, thương mại tự do và phản đối độc quyền, giáo dục công cộng và giảm chi tiêu quân sự, và phản đối việc đánh thuế thoái lui và đánh thuế những người bất đồng chính kiến đối với một nhà thờ của nhà nước, với việc quốc hữu hóa các tài sản của Giáo hội Anh. Ông gia nhập Hiệp hội Ứng cử viên Nghị viện, được thành lập bởi Thomas Erskine Perry (anh rể của ông), để thúc đẩy các Thành viên Nghị viện "phù hợp và đúng đắn". Ông cũng tham gia Câu lạc bộ cấp tiến, một sự ly khai khỏi Liên minh chính trị quốc gia được thành lập năm 1833 bởi William Wallis.
Crawfurd đã không thành công trong cuộc thi, với tư cách là một người cấp tiến, ở Glasgow năm 1832, Paisley năm 1834, Stirling Burghs năm 1835 và Preston năm 1837. Tại Glasgow, ông đã có số phiếu thứ tư (có hai nghị sĩ cho quận), với Sir Daniel Sandford thứ ba. Vào tháng 3 năm 1834, chính Sandford đã được bầu tại Paisley. Tạp chí Đông Ấn và Thuộc địa của Alexander (Alexander's East India and Colonial Magazine) đã ghi lại sự tiếc nuối sau thất bại của ông tại Stirling Burghs.
Vào ngày 31 tháng 1 năm 1834, Crawfurd đã hỗ trợ Thomas Perronet Thompson trong một cuộc họp kích động chống lại Luật Ngô. Thomas Carlyle đã ám chỉ, trong các ghi chú về một trong những lá thư của Jane Welsh Carlyle, về việc Crawfurd phát biểu tại một cuộc họp cấp tiến tại Quán rượu London do Charles Buller thiết lập vào ngày 21 tháng 11 năm 1834; trong đó ông ta thể hiện sự độc đáo hơn nhiều so với John Arthur Roebuck, nhưng đã lạc chủ đề.
Tại Preston trong cuộc tổng tuyển cử năm 1837, Crawfurd đã có đề cử Tự do trong cuộc đấu tranh ba người cho hai ghế, vì Peter Hesketh-Fleetwood được coi là người phục vụ bởi đảng Bảo thủ đã điều hành Robert Townley Parker chống lại ông; nhưng ông chỉ có số phiếu thứ ba. Ông cũng ủng hộ ứng cử viên của John Temple tại Westminster chống lại Sir Francis Burdett, là phó chủ tịch trong ủy ban bầu cử của ông (với Thomas Prout, chủ tịch Sir Ronald Craufurd Ferguson). Crawfurd đã nói chuyện với George Grote trong một cuộc họp cho Nhà lãnh đạo tại khách sạn Belgrave.

### Thương mại tự do
Là một người suốt đời ủng hộ các chính sách thương mại tự do, trong Quan điểm của Nhà nước hiện tại và triển vọng tương lai của thương mại tự do và thuộc địa Ấn Độ (A View of the Present State and Future Prospects of the Free Trade and Colonization of India; 1829), Crawfurd đã đưa ra một trường hợp mở rộng chống lại cách tiếp cận của Công ty Đông Ấn, đặc biệt là loại trừ các doanh nhân Anh và trong việc không phát triển vải bông Ấn Độ. Ông đã có kinh nghiệm ở Java về khả năng xuất khẩu hàng dệt bông. Sau đó, ông đã đưa ra bằng chứng vào tháng 3 năm 1830 cho một ủy ban quốc hội, về sự độc quyền thương mại của Công ty Đông Ấn với Trung Quốc. Robert Montgomery Martin chỉ trích Crawfurd, và bằng chứng của Robert Rickards, một cựu nhân viên của Công ty, vì đã phóng đại gánh nặng tài chính của việc độc quyền về trà. Crawfurd đưa ra một cuốn sách nhỏ, Độc quyền Trung Quốc được kiểm tra (Chinese Monopoly Examined). Ross Donnelly Mangles bảo vệ Công ty Đông Ấn vào năm 1830, trong một câu trả lời gửi tới Rickards và Crawfurd. Khi điều lệ công ty được đưa ra để đổi mới vào năm 1833, độc quyền thương mại Trung Quốc đã bị phá vỡ. Phần của Crawfurd với tư cách là đại lý quốc hội cho các lợi ích ở Calcutta đã được trả (ở mức £ 1500 mỗi năm); công việc công khai của ông đã bao gồm các sự kiện cho một bài báo Edinburgh Review (Đánh giá của Edinburgh) được viết bởi một tác giả khác.

### Thuộc địa ở Úc
Khi xem xét tài liệu Tỉnh Nam Úc mới (New British Province of South Australia) của Edward Gibbon Wakefield, và sau đó viết trong Tạp chí Westminster, Crawfurd đã đưa ra ý kiến chống lại việc thực dân hóa có hệ thống. Ông coi rằng đất đai phong phú và doanh nghiệp cá nhân là những yếu tố cần thiết. Robert Torrens, người đã thả nổi Công ty Đất đai Nam Úc, đã trả lời dòng Đánh giá Westminster trong Thuộc địa Nam Úc (Colonization of South Australia; 1835). Phần I của cuốn sách là một lá thư gửi Crawfurd.
Năm 1843, Crawfurd đã đưa ra bằng chứng cho Văn phòng Thuộc địa trên Cảng Essington, trên bờ biển phía bắc Australia, do ảnh hưởng của khí hậu khiến nó không phù hợp để định cư. Ông trở lại chủ đề này trong một cuộc tranh luận năm 1858 về các khu định cư trên sông Victoria, như đã được đề xuất bởi Ngài George Everest. Ông thường phản đối việc thúc đẩy thực dân châu Âu ở Úc của Roderick Murchison, miễn là nó được áp dụng cho bờ biển phía bắc.

### Vận động hành lang cho Nam và Đông Nam Á
Khi Đạo luật Stamp 1827 được thông qua, có nghĩa là tất cả các tài liệu công ở Ấn Độ sẽ phải trả thuế tem (bao gồm cả báo cũng như các tài liệu pháp lý), Crawfurd đã được thuê làm đại lý London cho một nhóm thương nhân người Anh ở Calcutta phản đối luật này. Crawfurd liên quan đến Joseph Hume, và ông đã nhận được công việc báo chí cho sự nghiệp của mình, bao gồm cả trong The Examiner nơi các tiền lệ từ Mỹ được trích dẫn. Ông cũng tự viết tờ rơi, trong đó ông ủng hộ chấm dứt độc quyền của Công ty Đông Ấn và thuộc địa châu Âu. Những động thái này xảy ra vào năm 1828-1829; năm 1830 Crawfurd đã tiếp cận trực tiếp với William Huskisson. Vận động hành lang của ông tiếp tục với các vấn đề thương mại tự do được đề cập ở trên. Điều tra về Hệ thống Thuế ở Ấn Độ, Thư về Nội vụ Ấn Độ, một cuộc tấn công vào thuế tem báo và nhiệm vụ trên giấy tờ có tên Thuế đánh vào kiến thức (Inquiry into the System of Taxation in India, Letters on the Interior of India, an attack on the newspaper stamp-tax and the duty on paper entitled Taxes on Knowledge; 1836) là một công việc liên quan.
Năm 1855, Crawfurd đã đi cùng với một phái đoàn đến Hội đồng kiểm soát của Công ty Đông Ấn, với các đại diện thay mặt cho đồng đô la Straits như một loại tiền tệ độc lập. Crawfurd vận động trong cả hai viện của Quốc hội, với George Keppel, Bá tước thứ sáu của Albemarle hành động để đưa đơn kiện lên Lãnh chúa, và William Ewart Gladstone đưa vụ việc vào Commons. Trong số các tranh luận được đưa ra là đồng đô la là một loại tiền tệ thập phân, trong khi đồng rupee được sử dụng và đấu thầu hợp pháp trong các lãnh thổ của Công ty Đông Ấn kể từ khi nó được đặt ra vào năm 1835, thì không. Năm 1856, một dự luật thay đổi hiện trạng về tiền đúc và phát hành từ Ấn Độ đã bị đánh bại.
Năm 1868 Crawfurd cùng với James Guthrie và William Paterson thành lập Hiệp hội Định cư Eo biển, để bảo vệ lợi ích của thuộc địa. Crawfurd là Chủ tịch đầu tiên của nó.

## Những năm cuối đời
Ông được bầu làm Chủ tịch Hội Dân tộc học năm 1861. Ông qua đời tại nhà riêng ở Elvaston Place, South Kensington, London vào ngày 11 tháng 5 năm 1868 ở tuổi 85.

## Công trình
Crawfurd đã viết sách một cách "sinh sôi nảy nở". Quan điểm của ông được coi là không nhất quán: một tác giả gần đây đã viết rằng "[... ] Crawfurd dường như thể hiện một hỗn hợp phức tạp của các yếu tố của các hệ thống giá trị cùng tồn tại nhưng cuối cùng mâu thuẫn". Một bình luận về "ý kiến chung vội vàng từ một vài trường hợp", bởi George Bennett về chủ đề của người Papuan, đã được đưa ra để nhắm vào Crawfurd.
Tác phẩm "Malay of Champa" (người Malay ở Chăm Pa) năm 1822 của ông chứa một số từ vựng về ngôn ngữ Chăm. 

### Nhà ngoại giao và khách du lịch
Khi nghỉ hưu sau nhiệm vụ ở Miến Điện, Crawfurd đã viết sách và biên khảo về các chủ đề phương Đông. Kinh nghiệm làm phái viên của ông từ các nhiệm vụ đã được viết trong các Nhật kí (Journals) năm 1828 và 1829. Tài liệu này được tái bản gần 140 năm sau bởi Oxford University Press.
- Nhật kí của một Đại sứ quán tới Triều đình Ava năm 1827 (Journal of an Embassy to the Court of Ava in 1827) (1829)
- Nhật kí của một Đại sứ đến các nước Xiêm và Việt Nam: Phô bày một cái nhìn chân thật về các quốc gia ấy (Journal of an Embassy to the Courts of Siam and Cochin-China, exhibiting a view of the actual State of these Kingdoms) (1830).[107] Đây là quyển nhật kí ghi lại chi tiết hành trình đến Xiêm và Việt Nam của Crawfurd. Ngoài ra, sách còn chứa nhiều thông tin về địa lý, địa chất, lịch sử, văn hóa, tôn giáo,.. của hai nước này và các nước liên quan.
- Từ điển mô tả về Quần đảo Ấn Độ và các nước Liền kề (Descriptive Dictionary of the Indian Islands and Adjacent Countries) (1856). Đây là một quyển từ điển địa đanh hoặc bác khoa toàn thư về địa lý ở Đông Nam Á.
- John Crawfurd (1830). Journal of an embassy from the governor-general of India to the courts of Siam and Cochin China: exhibiting a view of the actual state of those kingdoms. H. Colburn and R. Bentley.

### Nhà sử học
Theo khái niệm " chủ nghĩa phương Đông Scotland " của Jane Rendall, Crawfurd là nhà sử học thuộc thế hệ thứ hai. Lịch sử Quần đảo Ấn Độ (History of the Indian Archipelago; 1820), gồm ba tập, là tác phẩm chính của ông. Crawfurd là người chỉ trích hầu hết những gì các quốc gia châu Âu đã làm trong khu vực châu Á mà ông bao quát.
Một tài khoản lịch sử và mô tả về Trung Quốc (An Historical and Descriptive Account of China; 1836) là một tác phẩm chung trong ba tập từ Thư viện Nội các Edinburgh, với Hugh Murray, Peter Gordon, Thomas Lynn, William Wallace và Gilbert Thomas Burnett.

### Nhà Đông phương học
- Ngữ pháp và từ điển ngôn ngữ Malay (Grammar and Dictionary of the Malay Language; 1852)

Crawfurd và Colin Mackenzie đã thu thập các bản thảo từ khi chiếm Yogyakarta, và một số trong số này hiện đang ở Thư viện Anh.
Crawfurd tuyên bố tiếng Chăm là một trong các ngôn ngữ Austronesian. Đề nghị của ông đã không được ủng hộ vào thời điểm đó, nhưng các học giả từ khoảng năm 1950 trở đi đã đồng ý.

### Nhà kinh tế
Crawfurd giữ quan điểm mạnh mẽ về những gì ông thấy là sự lạc hậu của nền kinh tế Ấn Độ thời bấy giờ. Ông quy cho sự yếu kém của các tổ chức tài chính Ấn Độ, so với châu Âu. Ý kiến của ông là trong một cuốn sách nhỏ nặc danh Một bản phác thảo của Hệ thống tài nguyên thương mại và tiền tệ và thương mại của Anh Ấn Độ (A Sketch of the Commercial Resources and Monetary and Mercantile System of British India; 1837) hiện được quy cho ông. Giống như Robert Montgomery Martin, ông thấy Ấn Độ chủ yếu là một nguồn nguyên liệu thô, và ủng hộ đầu tư dựa trên hướng đó. Một nhà phê bình gay gắt của các cơ quan hiện tại ở Calcutta, ông lưu ý rằng không có môi giới hóa đơn ở Ấn Độ và đề nghị một ngân hàng trao đổi nên được thành lập.
Quan điểm của ông rằng một nền kinh tế bị chi phối bởi nông nghiệp chắc chắn tạo nên một chính phủ chuyên quyền đã được Samuel Taylor Coleridge trích dẫn, trong bản Hiến pháp của Giáo hội và Nhà nước.

### Nhà dân tộc học
Trong khi Crawfurd tạo ra tác phẩm có tính chất dân tộc học trong khoảng thời gian nửa thế kỷ, thuật ngữ " dân tộc học " thậm chí không được đặt ra khi ông bắt đầu viết. Người ta đã chú ý đến tác phẩm mới nhất của ông, từ những năm 1860, rất nhiều, bị chỉ trích nhiều vào thời điểm đó, và cũng đã được xem xét kỹ lưỡng trong thế kỷ 21, như chi tiết dưới đây.

#### Đa thần
Crawfurd giữ quan điểm đa thần, dựa trên nhiều nguồn gốc của các nhóm người; và những thứ này đã mang lại cho ông, theo Sir John Bowring, biệt danh "nhà phát minh của bốn mươi Adams". Trong The Descent of Man của Charles Darwin, Crawfurd được trích dẫn là tin rằng có 60 chủng tộc. Ông bày tỏ những quan điểm này với Hiệp hội Dân tộc học Luân Đôn (ESL), một thành trì truyền thống của chủ nghĩa độc quyền (niềm tin vào một nguồn gốc thống nhất của loài người), nơi ông đã đến vào năm 1861 để giữ chức Chủ tịch.
Crawfurd tin rằng các chủng tộc khác nhau cùng như những sáng tạo riêng biệt của Thiên Chúa trong các khu vực cụ thể, với nguồn gốc riêng biệt cho các ngôn ngữ và có thể là các loài khác nhau. Với Robert Gordon Latham của ESL, ông cũng phản đối mạnh mẽ những ý tưởng của Max Müller về một chủng tộc Aryan nguyên thủy.